# Yom Kippour
Pour les articles homonymes, voir Kippour.
« Yom Hakippourim » redirige ici.  Pour le traité parfois appelé ainsi, voir Yoma (traité).
Yom Kippour (en hébreu : יום הכיפורים Yom Hakippourim, « le jour des propitiations »), également appelé le Jour du Grand Pardon, est un jour saint du judaïsme.
Fixé au dixième jour du premier mois de l’année juive civile, il est observé au temps des Temples de Jérusalem par un chômage complet, un jeûne et un rituel élaboré au cours duquel un bouc chargé des fautes d’Israël est envoyé dans le désert tandis que le grand-prêtre d’Israël pénètre pour la seule fois de l’année dans le Saint des saints afin de se présenter à Dieu. Après la destruction des temples, seul le souvenir de ce rituel subsiste dans la liturgie ; la loi juive appuie en revanche sur le chômage et diverses privations outre le jeûne pour réaliser au mieux la « mortification des esprits » décrétée par la Bible. Les rabbins rapportent que Dieu signe en ce jour le destin du peuple juif pour l’année à venir, et rappellent à la suite des prophètes que ce jour expie seulement les fautes commises envers Dieu mais non envers autrui ; ils enseignent de surcroît qu’il est, en dépit de sa solennité et de son austérité, l’un des jours les plus attendus et joyeux du calendrier juif.
Yom Kippour a lieu en septembre ou en octobre dans le calendrier grégorien selon les années. Devenu au fil du temps le point culminant d’une période pénitentielle d’au moins dix jours, il est marqué par un chômage et un jeûne complets, ainsi qu’une longue prière répartie en cinq offices, et enrichie de nombreuses compositions liturgiques déclamées par un chantre souvent recruté pour l’occasion. Le jour se manifeste dans toute sa solennité, où il est observé par la majorité de la population juive à divers degrés, y compris parmi les non-pratiquants.

## Yom Hakippourimdans les sources juives

### Dans la Bible hébraïque

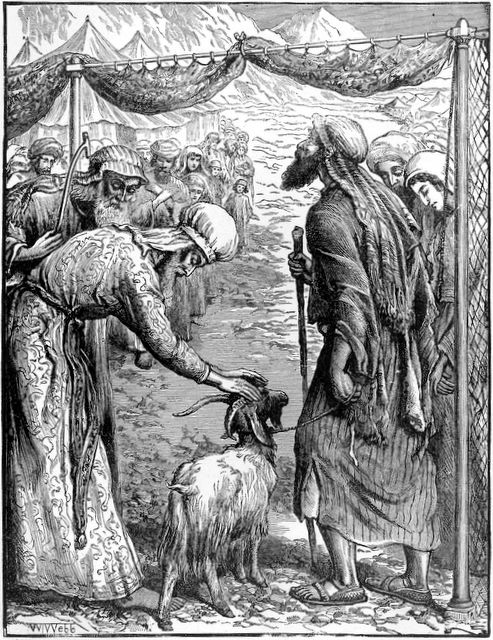
L’envoi du bouc à Azazel (gravure de W.J. Webb).

Lorsque Moïse reçoit sur le mont Sinaï les Tables de la Loi, un jour par an, « éminemment saint devant Dieu » est prévu pour la purification de l’autel de l’encens, situé derrière le voile dans le Saint des saints. Aaron doit recouvrir les cornes de cet autel avec le sang des offrandes expiatoires de propitiation (Exode 30:1-10). Cependant Moïse doit redescendre en hâte car son peuple a, en son absence, érigé un veau d’or (Exode 32:7-15).
Lors de l’inauguration du Tabernacle, les deux fils aînés d’Aaron meurent, faute d’avoir respecté les instructions concernant l’encens (Lévitique 10:1-3). Après leur mort, Dieu prescrit un nouveau rituel de propitiation des fautes dans le sanctuaire, chargé de purifier non seulement le sanctuaire mais aussi le peuple. Il comporte, outre les offrandes, l’envoi dans le désert d’un bouc chargé de toutes les fautes d’Israël (Lévitique 16:1-28). Ce rituel est fixé au « dixième jour du septième mois » et défini comme un shabbat shabbaton (« shabbat solennel »), jour annuel de chômage généralisé et de mortification des âmes pour toutes les générations (Lévitique 16:29-34).
Ces prescriptions, à observer du soir du neuvième jour au soir du dixième jour du mois, sont rappelées plus loin ; il est ajouté que quiconque n’observerait pas le chômage ou la mortification, s’expose à être retranché du peuple (Lévitique 23:26-32).
C’est aussi à la fin de ce jour qu’il est prescrit de faire retentir dans tout le pays le son du chofar au terme de sept cycles de sept ans afin de marquer la cinquantième année du jubilé, où les habitants du pays recouvrent leur liberté et leurs biens (Lévitique 25:9-10).
Peut-être est-ce ce jour, avec ses pratiques et ses offrandes (Nombres 29:7-11), qu’évoque Isaïe pour proclamer que Dieu demande avant tout des dispositions éthiques saines et traduites en actes (Isaïe 58:1-8). Le prophète ne mentionne cependant pas Yom Kippour nommément et il n’apparaît plus dans la Bible de façon explicite. Ézéchiel indique bien recevoir des visions au commencement de l’année, le dix du mois (soit le dixième jour du septième mois selon l’exégèse rabbinique) mais il ne mentionne ni le jeûne ni le rite (Ézéchiel 40:1) ; il prophétise d’autre part qu’après la reconstruction du Temple, deux jours seront consacrés à la purification du sanctuaire et à la propitiation des fautes au moyen du sang d’un taureau expiatoire mais ils ont lieu au premier et au septième jour du premier mois (Ézéchiel 45:18-20). Yom Kippour ne coïncide pas non plus avec les jeûnes de Zacharie (Zacharie 7:1-5) ni avec celui d’Ezra et Néhémie (Néhémie 9:1), bien que Roch Hachana et Souccot qui ont respectivement lieu avant et après Yom Kippour soient mentionnés (Néhémie chap. 8 & 9).
Ce silence prophétique a conduit à des spéculations diverses : l’une d’elles, basée sur la version grecque d’Ézéchiel (qui ne lit pas le « septième jour du premier mois » mais le « premier jour du septième mois ») et de l’apparente tendance de ce prophète à faire commencer le mois au dixième jour (Ezéchiel 40:1), déduit que ces versets d’Ézéchiel constitueraient la première trace du jour des propitiations et que les versets apparaissant comme antérieurs dans la Bible auraient été ultérieurement rédigés. La tradition rabbinique laisse entendre quant à elle, fût-ce allusivement, que ce culte aurait bien eu lieu à l’époque de l’arche de l’alliance.
Tous s’accordent cependant pour reconnaître à ce jour une importance centrale à l’époque du second Temple.
« Moïse rassembla le peuple le lendemain de Yom Kippour ». À Yom Kippour, Moïse avait obtenu le pardon des péchés des Juifs. Il l'a fait en priant pour que Dieu leur pardonne pour l'amour de Son Nom, qui inclut le nom d'Israel. Le lendemain de Yom Kippour est connu sous le nom de « Nom de Dieu ». Le pardon des péchés fait que le nom de Dieu soit glorifié et révélé. C’est aussi pourquoi, le premier ordre que Moïse a donné aux Juifs après Yom Kippour était de construire le Tabernacle, à condition qu’ils ne fassent aucun travail pour le Tabernacle le Shabbat. Comme le Tabernacle, Shabbat révèle la piété mais Shabbat est à un niveau supérieur au Tabernacle car « Shabbat » est le nom de Dieu lui-même. Ainsi, l'observance du Shabbat prime sur la construction du Tabernacle. Moïse rassembla toute la communauté israélite : le bâtiment principal du Tabernacle est né de l'unité, lorsque le Tzaddik réunit tout le monde.
« Le jeûne est le véhicule permettant d'assujettir ses désirs physiques à ses désirs spirituels pour Dieu » : en jeûnant à Yom Kippour, le pénitent parvient à une révélation de sainteté - car ce jour-là seulement, le Kohen Gadol pourrait entrer dans le Saint des Saints et à partir de là attirer la sainteté sur la nation juive.

### Dans les livres de la période du second Temple

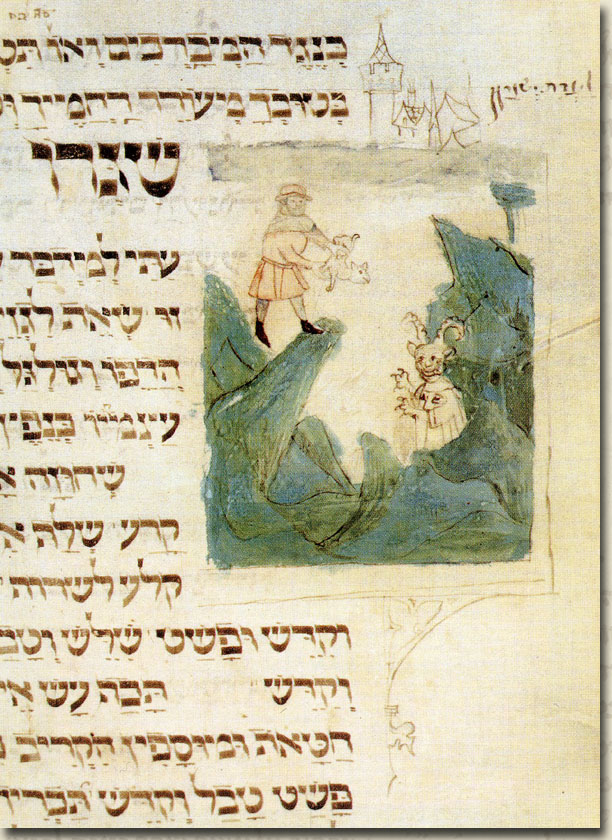
Conformément à la tradition du Jour des Expiations (Yom Kippourim) dans Lévitique 16:22, et comme décrit dans le Talmud babylonien (Yoma 67b), un bouc émissaire est jeté du mont Azazel dans l'abîme, à Azael qui apparaît ici comme un démon cornu et griffu des montagnes. Illustration d'un Mahzor édité en Allemagne, entre 1370 et 1400.

L’importance et la centralité de Yom Kippour dans la vie juive à l’époque du Second Temple sont attestées par divers auteurs et ouvrages juifs de l’époque dont Philon d’Alexandrie qui, décrivant le jour des propitiations à son public hellénisé, explique qu’il est suivi par tous, y compris « ceux qui ne font rien de religieux le reste du temps ».

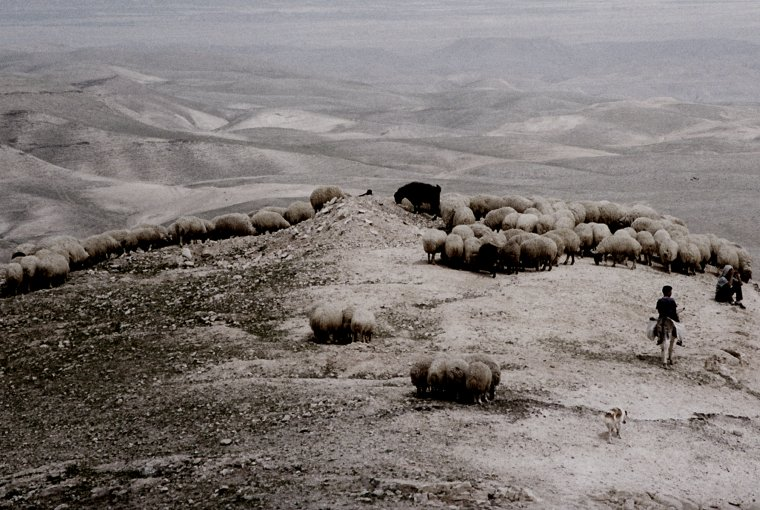
Le Djebel Montar, lieu probable d’où l’on jetait le bouc à l’époque du Second Temple.

La Mishna y consacre un traité entier, intitulé Yoma (« le jour »). Y sont décrits les préparatifs et le rite lui-même, tel qu’il avait cours avant la destruction du second Temple, près de deux siècles avant la rédaction du traité. Ce rite est, dans les grandes lignes, similaire à ce que prescrit la Bible mais le bouc émissaire est jeté d’une falaise escarpée, plutôt que livré à son sort dans le désert (Flavius Josèphe diverge sur ce point). Les formules prononcées par le Grand-prêtre lors des confessions ne se trouvent pas non plus dans la Bible, de même que sa prière pour le peuple après avoir allumé l’encens et sa lecture des passages de la Torah se rapportant au rituel (Lévitique 16 & 23:26-32, ainsi que Nombres 29:7-11, récité de mémoire).
Les fondements de l’observance ont été précisés : le commandement de s’affliger le corps étant mentionné à cinq reprises dans la Torah (Lévitique 16:29, Lévitique 16:31, Lévitique 23:27, Lévitique 23:32, Nombres 29:7), les sages en ont tiré cinq règles de mortification — abstention de nourriture et de boisson mais aussi de baignade, d’onction et de rapports sexuels. De ces abstentions, seuls les deux premières sont explicitement mentionnées dans le corps du texte de sorte qu’elles seules sont passibles de karet en cas d’enfreinte délibérée (il en va de même pour le travail). Les docteurs de la Mishna statuent aussi de ce qui est considéré comme une enfreinte, considérant par exemple que la prise de mets ou boissons impropres à la consommation n’en remplit pas les conditions. De plus, le « shabbat des shabbats » étant assimilable en tout point au chabbat à l’exception du châtiment pour les transgressions volontaires (le karet divin pour Yom Kippour, la mise à mort par un tribunal rabbinique pour le chabbat), les rabbins décrètent que lorsque la préservation d’une vie est en jeu, tous les statuts de Yom Kippour sont annulés, ce qui en dispense les malades et les enfants (bien qu’il soit recommandé de les « éduquer » au jeûne avant d’avoir atteint l’âge de maturité).
Les autres abstentions étant le fruit de déductions rabbiniques, elles sont soumises à leur discrétion ; toutefois, ceux-ci refusent l’opinion clémente de Rabbi Eliezer, qui permet au roi de se laver la figure pour des raisons de prestige, et à la jeune mariée pour qu’elle ne déplaise pas à son mari.
En dépit de toutes ces manifestations d’affliction et de sa haute solennité, Yom Kippour semble avoir été considéré comme un jour joyeux, à l’exception notable de la secte qui prenait pour base docrinale le Livre des Jubilés : selon son calendrier, Yom Kippour marquait le deuil pour la faute des enfants de Jacob qui avaient vendu Joseph et menti à leur père (ce calendrier entraînait par ailleurs ses adhérents à observer Yom Kippour à une date différente du reste du monde juif). Les docteurs de la Mishna enseignaient en revanche que le péché qui avait entraîné le besoin d’expiation, était celui du Veau d’or et que Yom Kippour marquait le jour où Moïse était redescendu du Sinaï avec les secondes Tables de la Loi, qui entérinaient le pardon divin. Philon d'Alexandrie écrit que le jeûne, loin d’affliger l’homme, le libère des contingences matérielles et qu’en ce niveau de spiritualité supérieur réside la joie du jour, Ben Sira décrit en termes majestueux le Grand-prêtre d’Israël accomplissant le rite du jour, et Rabban Shimon ben Gamliel rapporte avec nostalgie les fastes de ce jour et du 15 av, où les jeunes filles célibataires se rendaient dans les vignes, dansant en rondes en attendant d’être choisies par leur futur mari.
Revenant à l’ordre du jour, la tradition rabbinique enseigne que la chute du Temple et la cessation des offrandes qui en résulte, n’ont pas entraîné la fin de Yom Kippour : Rabbi Akiva s’appuie sur Ezéchiel 36:25 et Jérémie 17:13, pour affirmer que le pardon divin est, pour ainsi dire, automatiquement accordé en ce jour, et il est enseigné ailleurs que le jour peut assurer la propitiation des fautes par sa vertu propre. Cependant, le message des prophètes a reçu un fort retentissement à travers la Judée : une réflexion approfondie des Sages sur les rôles respectifs du jour, des offrandes et du bouc émissaire parvient à la conclusion — partagée par les auteurs du Livre des Jubilés et du Siracide — qu’une participation humaine est requise pour la propitiation des fautes, sous la forme d’un processus de « retour » à Dieu, la teshouva, qui constitue le but véritable des manifestations d’affliction,. La Mishna enseigne de surcroît que ni la teshouva ni même le jour, ne sont pleinement efficaces face aux fautes particulièrement graves, comme la désécration du nom divin. D’autre part, Rabbi Eléazar ben Azaria (en) tire de Lévitique 16:30 que le pardon divin n’a pas cours pour les fautes commises envers autrui si le fauteur n’a pas apaisé auparavant la ou les personnes lésées.
 (avril 2017).

## Observances

### Observances générales

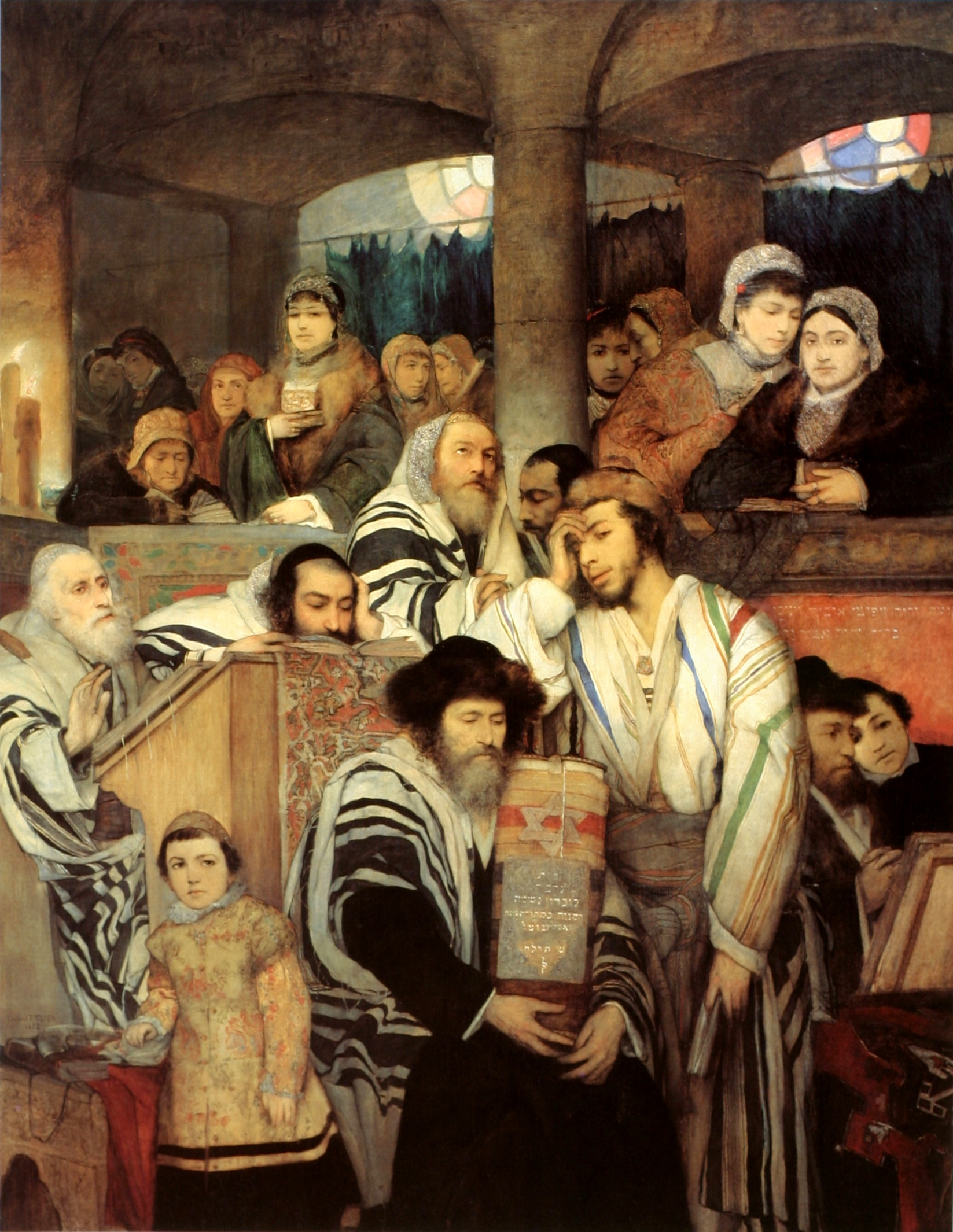
Juifs priant à la Synagogue à Yom Kippour, Maurycy Gottlieb, 1878.

Yom Kippour est le jour de la repentance, considéré comme étant le jour le plus saint et le plus solennel de l’année juive. Son thème central est le pardon et la réconciliation.
Lévitique 16:30 : « Car en ce jour on fera l’expiation pour vous, afin de vous purifier : vous serez purifiés de tous vos péchés devant l’Éternel ».
Lévitique 16:31 : « Ce sera pour vous un shabbat shabbaton, et vous affligerez vos âmes. C’est une loi perpétuelle ».
Du verset 16:31, les Sages ont déduit qu’il fallait respecter les interdictions du Shabbat (par exemple, ne pas travailler, ni allumer de feu, ne pas écrire ni toucher l’électricité). Quant à l’affliction des âmes, elle est réalisée selon la mishna Yoma 8:1, par l’interdiction de nourriture, de baignade, d’utilisation de cosmétiques, du port de la « sandale » (c’est-à-dire de semelles de cuir) et de l’intimité conjugale.
L’abstention totale de nourriture et de boisson commence généralement une demi-heure avant le coucher de soleil (ce qui s’appelle « tossefet (ajout) Yom Kippour »), afin de limiter le risque de manger pendant la fête par inadvertance. Elle termine après le coucher du soleil de la nuit suivante.
Bien que le jeûne soit obligatoire pour tout individu sain âgé de plus de 12 ans pour les femmes, 13 pour les hommes (bat ou bar mitsva), y compris les femmes enceintes, il est spécifiquement interdit, en vertu du pikkouah nefesh, de jeûner pour toute personne qui pourrait s’en porter mal, particulièrement les diabétiques et les personnes devant prendre des médicaments. Les femmes qui viennent d’accoucher dans les trois derniers jours sont également exemptées.
L’observance de Yom Kippour varie légèrement selon les communautés. Les Juifs séfarades l’appellent « le jeûne blanc », et se revêtiront de blanc, afin de symboliser leur désir « blanc » (pureté) de se libérer des péchés lors de cette journée. Leur liturgie comporte des musiques assez joyeuses, surtout par rapport à leurs frères ashkénazes qui, tout en reconnaissant la joie originelle de ce jour, auront une attitude plus solennelle, accentuant la remémoration des disparus et des martyrs.

### Observances dans le public laïc

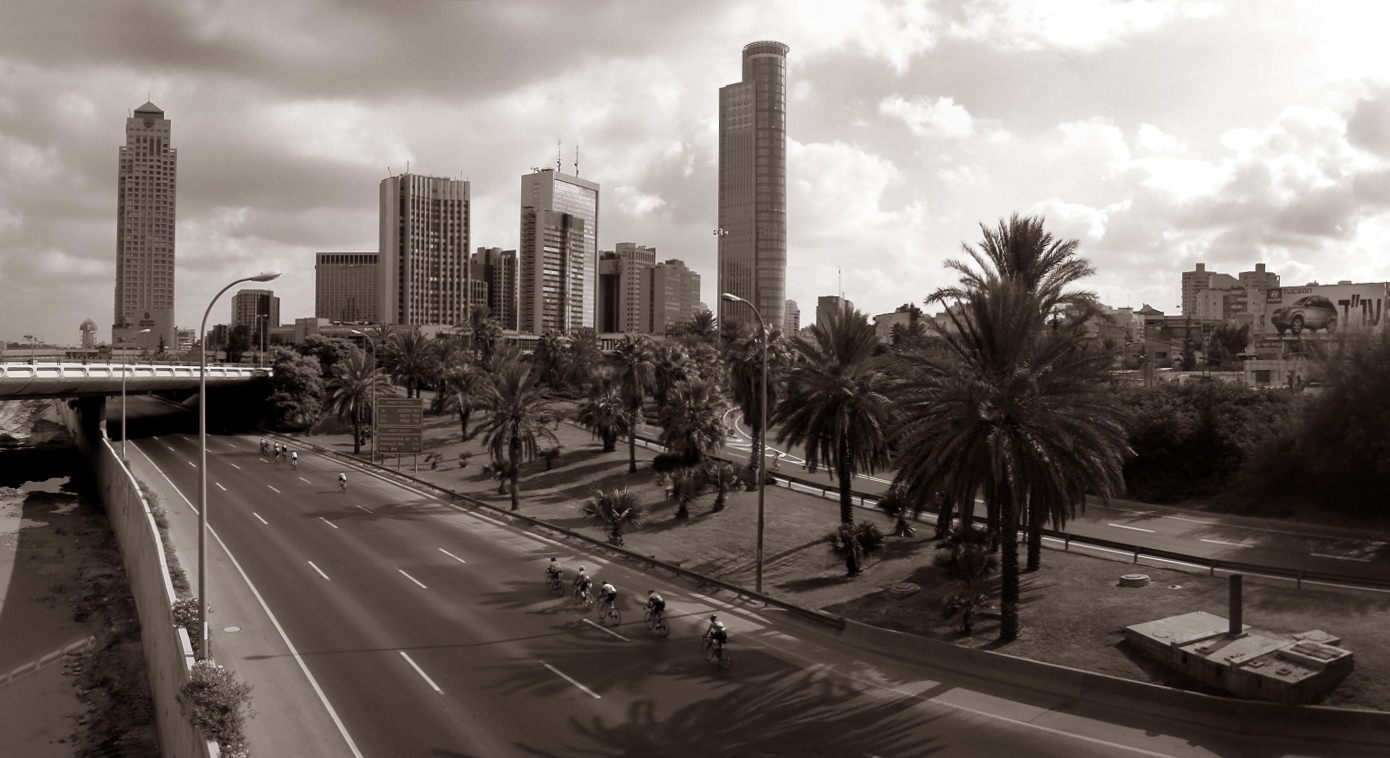
La « Fête des Bicyclettes » en 2004 (Tel Aviv).

Yom Kippour est un jour si important qu’il est respecté par une vaste majorité de Juifs laïcs, quand bien même ils n’observent pas strictement les autres célébrations. Beaucoup assisteront à au moins un office synagogal, ce qui en multiplie l’affluence, et a entraîné une habitude d’acheter sa place à la synagogue en ce jour, de crainte de ne pouvoir en trouver. Plus encore jeûnent.
En Israël, la non-observance publique (comme manger ou conduire un véhicule motorisé) est tabou, au point que Yom Kippour y a reçu le surnom de « Fête des Bicyclettes », vu le nombre d’enfants qui roulent librement dans les rues sans crainte des voitures. On dénombre toutefois beaucoup d’accidents de vélo (242 en 2010). Les programmes télévisés sont suspendus, il n’y a ni transport public, ni transport aérien, ni commerce ouvert (dans les régions juives), comme la rue Dani'el Yanovski déserte ci-dessous, dans le quartier de Talpiot à Jérusalem, en 2011.

### La veille de Yom Kippour

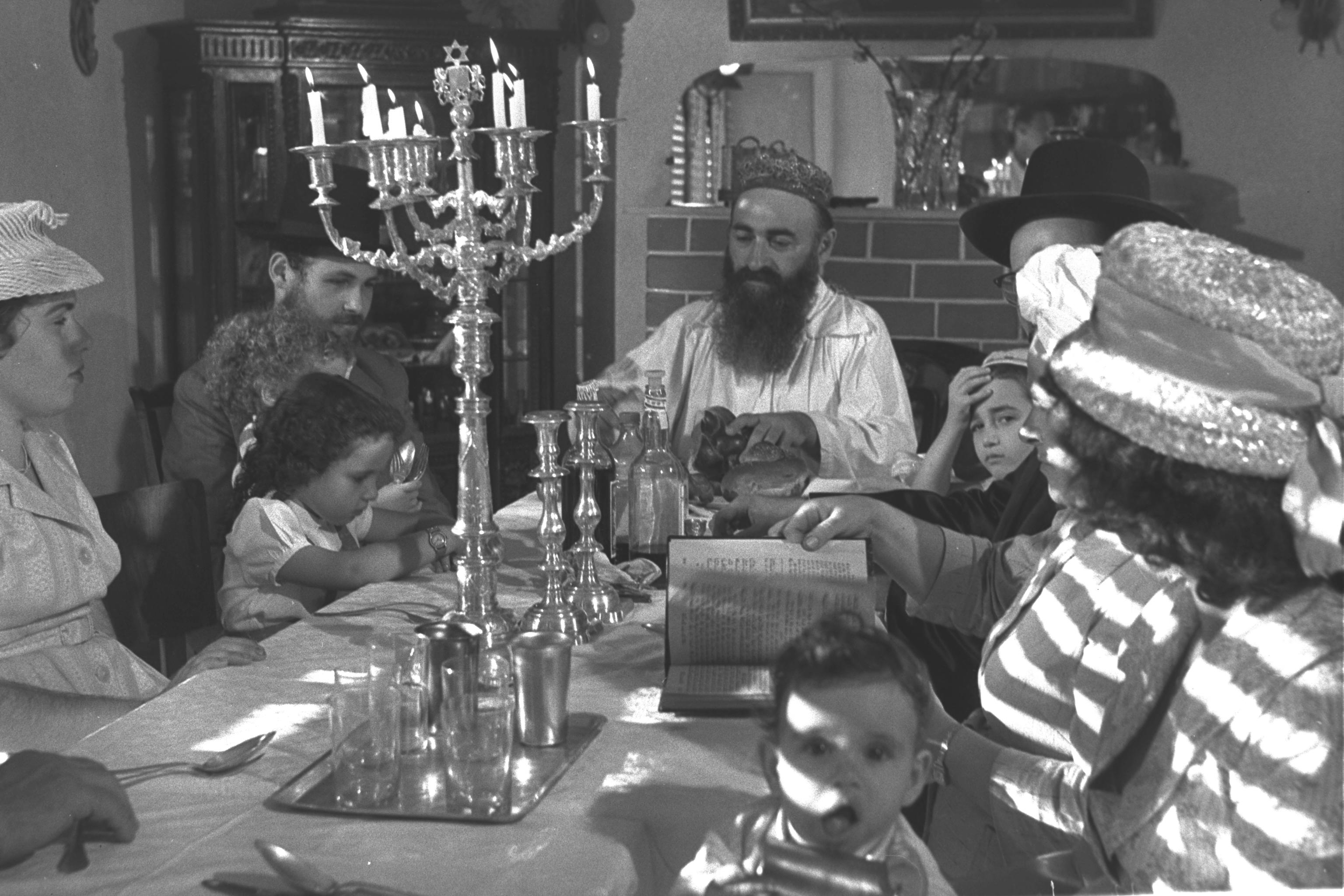
Famille orthodoxe réunie autour de la table à la veille du Yom Kippour, Tel Aviv, 1960

Également appelé Erev Yom Kippour, le jour précédant le Yom Kippour est une partie intégrante de cette fête. Plus qu'un jour destiné aux préparatifs, c'est un moment où chacun doit pardonner à son prochain, a fortiori manifester son amour, son amitié à tous, quels qu'ils soient. En bref, c'est une période qui, combinée avec le Yom Kippour, veut rectifier les habitudes de l'Homme.

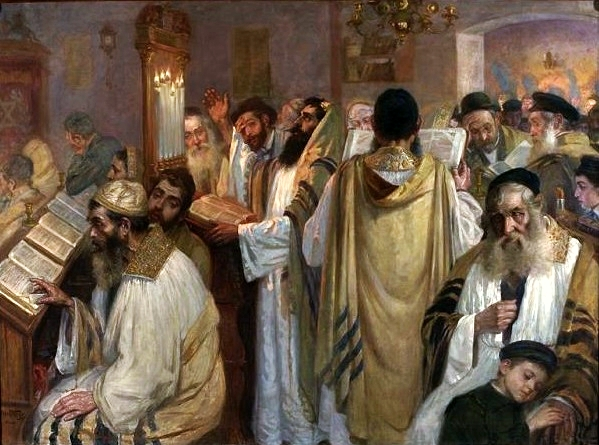
La Veille de Yom Kippour (La Prière), Yakub Weinles, fin -début

Avant le début du jeûne de Kippour, il est de coutume de manger un grand repas festif appelé la seoudat hamafsèqet (littéralement, « repas de séparation » ou « repas de clôture ») après la prière de min'ha précédant le jour de Kippour. On y consomme traditionnellement du couscous chez les Séfarades, des kreplach et du riz chez les Ashkénazes. Beaucoup ont également coutume de manger un autre repas riche en poisson avant celui-là.
Beaucoup de Juifs orthodoxes s’immergent également dans un mikveh.
Les kapparot (hébreu : כפרות, kapores selon la prononciation ashkénaze) sont une cérémonie traditionnelle, consistant à faire tourner un poulet vivant au-dessus de sa tête en récitant une formule traditionnelle : « Voici mon double, voici mon remplaçant, voici mon expiation. Puisse cette poule ou ce coq aller jusqu’à la mort pendant que je m’engagerai et continuerai une vie heureuse, longue et paisible ». Autrefois populaire, elle fut abondamment critiquée vers les XVe et XVIe siècles, comme substitut médiocre des offrandes sacrificielles interdit au vu de l’absence de Temple fonctionnel, et n’est aujourd’hui pratiquée que par certaines franges des milieux religieux, principalement Hassidim. D’autres préfèrent remettre la contre-valeur d’un poulet à une œuvre caritative.

### Offices de prière

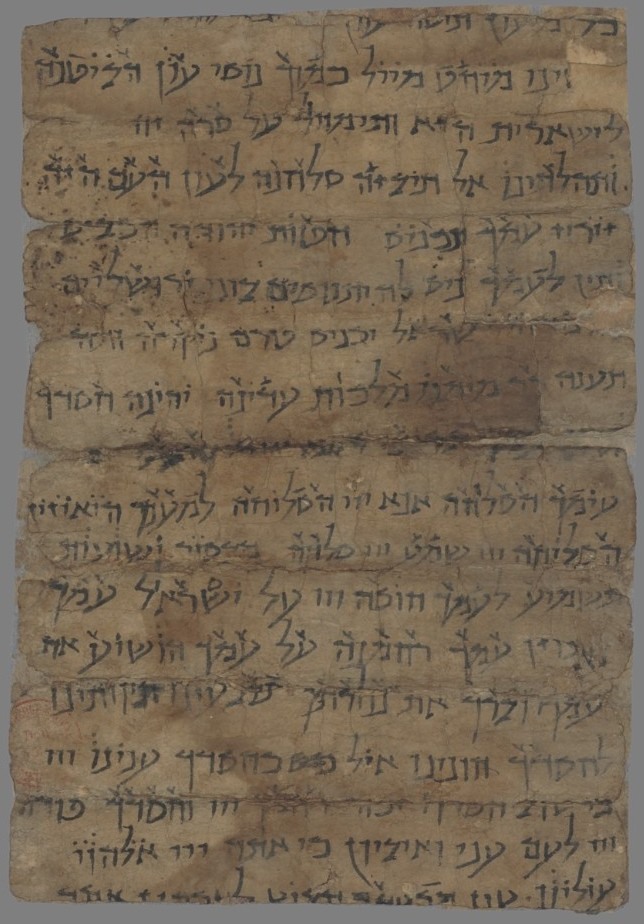
Feuillet de Seli'hot en hébreu du Turkestan chinois ; écriture carrée de style persan ; vocalisation suscrite de type babylonien ; découvert en 1908 dans les grottes de Dunhuang de la province de Gansu en Chine (actuellement à la BNF à Paris) et datant du - IXe siècle.

Les hommes (et, chez les Réformés, certaines femmes) se couvrent d’un tallit (châle de prière) pour les prières du soir, Yom Kippour étant le seul office vespéral où cette pratique est réalisée Beaucoup d’hommes mariés portent également un kittel, un vêtement blanc ressemblant quelque peu à un drap.
Les offices de prière commencent par celui de « Kol Nidre », spécifique à Yom Kippour, qui doit être récité avant le coucher du soleil, et se poursuit avec l’office du soir (ma'ariv ou arvith), qui comporte un service de Seli'hot (demandes de pardon) et de viddouï (« confession ») particulièrement étendu.
Chaque Juif demande à Dieu de pardonner ses propres fautes et celles de la communauté, mais seulement celles commises à l’encontre de Dieu Lui-même. Les offenses commises à l’encontre du prochain (considérées comme plus graves que celles envers Dieu) doivent être individuellement réparées, de préférence avant Yom Kippour.
L’office du matin est précédé par des litanies et des seli'hot ; à Yom Kippour, de nombreuses seli'hot sont entrelacées avec la liturgie habituelle. L’office de Moussaf est, comme à Rosh Hashana, particulièrement enrichi de prières et piyyoutim (poème liturgique récité ou chanté).

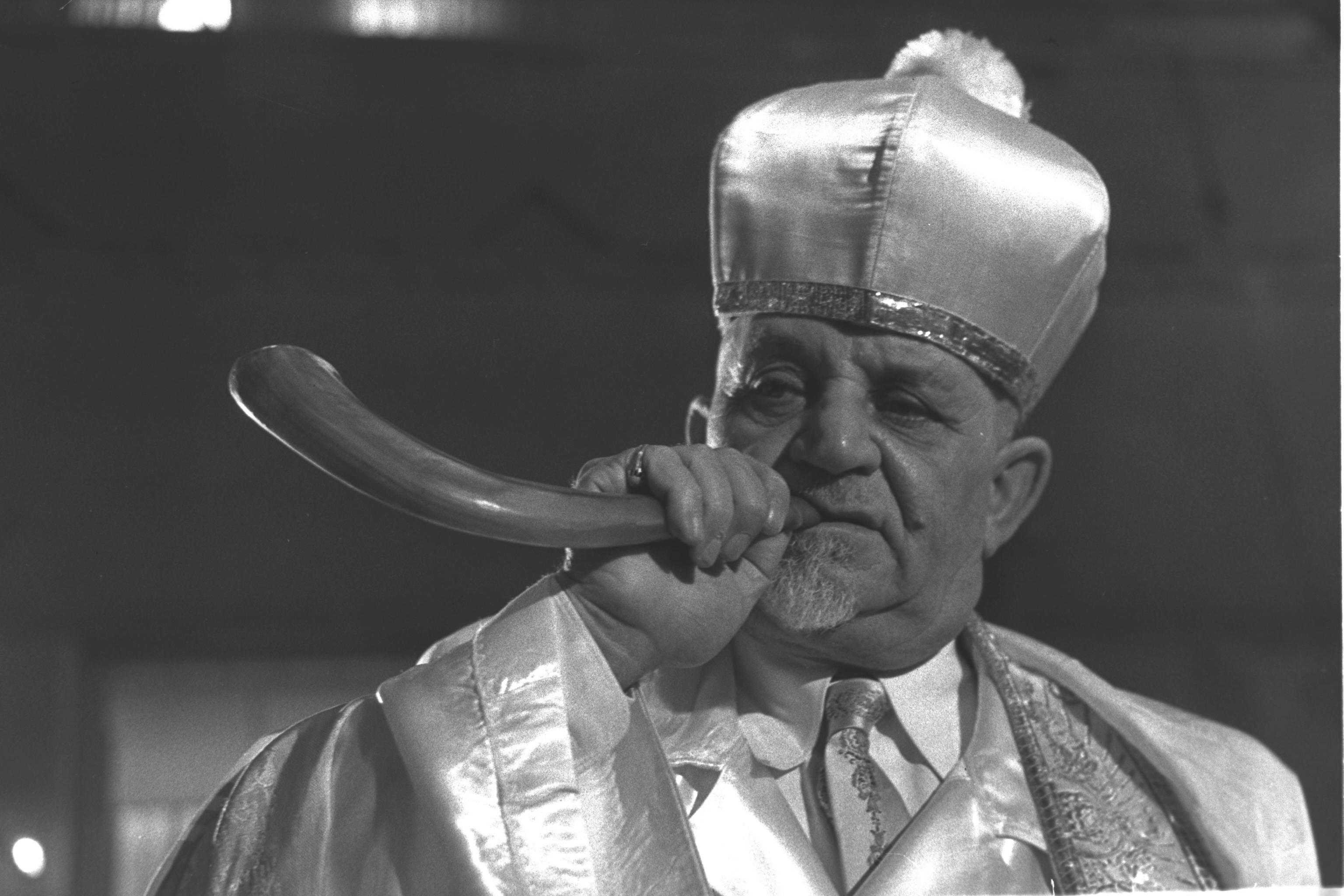
Le shamash souffle dans le shofar à la fin de Yom Kippour à la synagogue Ohel Moed Sephardi à Tel Aviv, 1960

La Min’ha de Kippour est suivie d’un office également spécifique à Yom Kippour, la Neʿila (« fermeture » -- des portes du ciel aux prières). Yom Kippour se termine par la récitation du Shema Israël, ou du Kaddish Titkabal (Kaddish complet), au cours duquel on sonne le shofar, qui marque la conclusion du jeûne. Les portes du Ciel se referment et plus aucune demande de pardon n’arrive à Dieu.
Les sections de la Torah spécifiquement lues en ce jour sont le chapitre 16 du Lévitique le matin, et le chapitre 18 (parashat guilouï arayot) l’après-midi. Le Livre de Jonas est lu comme haftarah l’après-midi.
Selon le noussakh (la « version », ashkénaze, séfarade, etc.) des prières, certaines communautés prient du matin au soir sans interruption, tandis que d’autres intercalent une courte pause.

### Observance dans le monde militaire

Soldats à Yom Kippour
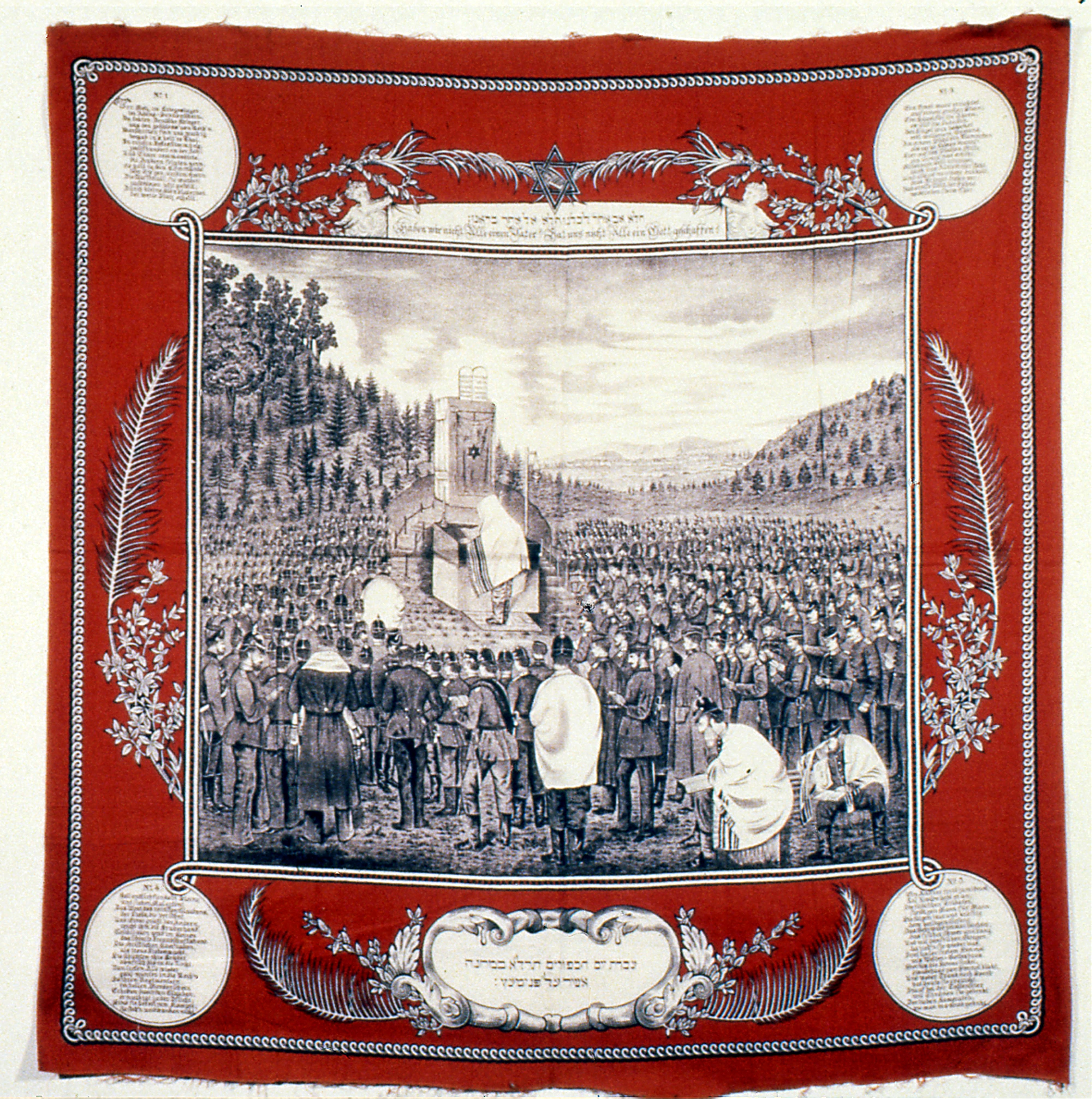
Office de Kippour en plein air pour des soldats juifs de l'armée allemande, 1870
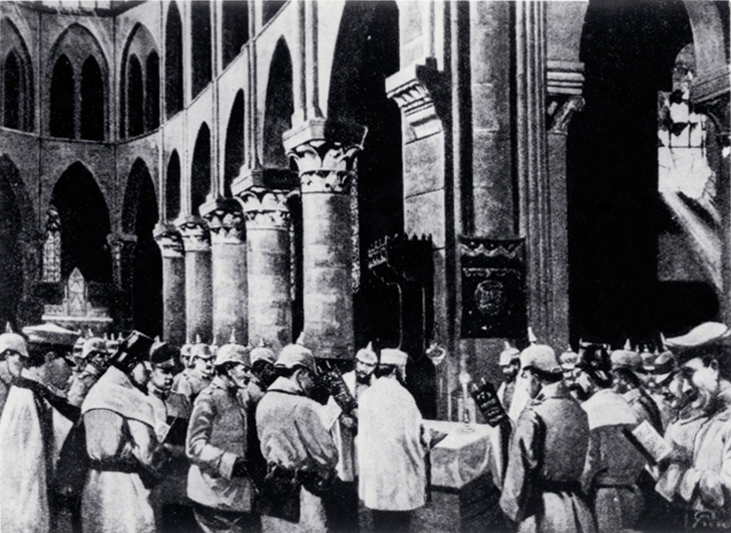
Soldats juifs allemands à l'office synagogal militaire, Kippour 1914
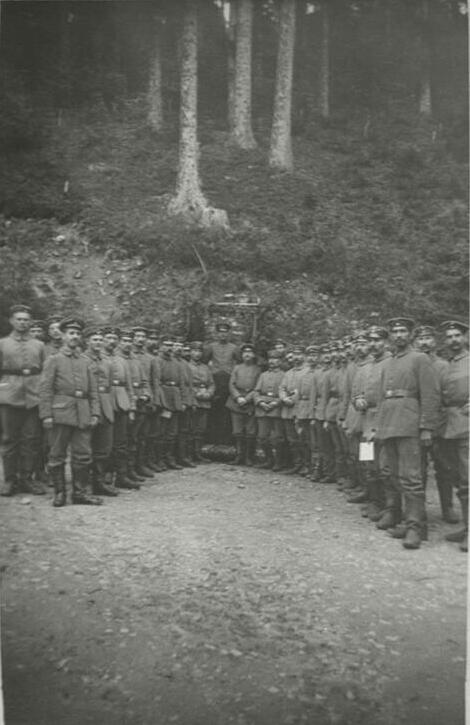
Soldats juifs allemands, dont le médecin militaire Max Scherk, réunis pour un office de Kippour en plein air dans une forêt, lors de la Première Guerre mondiale
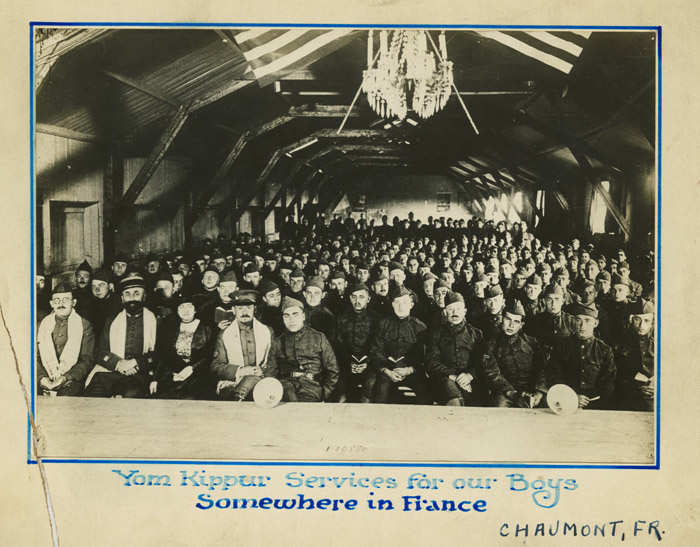
Soldats juifs américains à l'office de Kippour, Chaumont (France), 1917
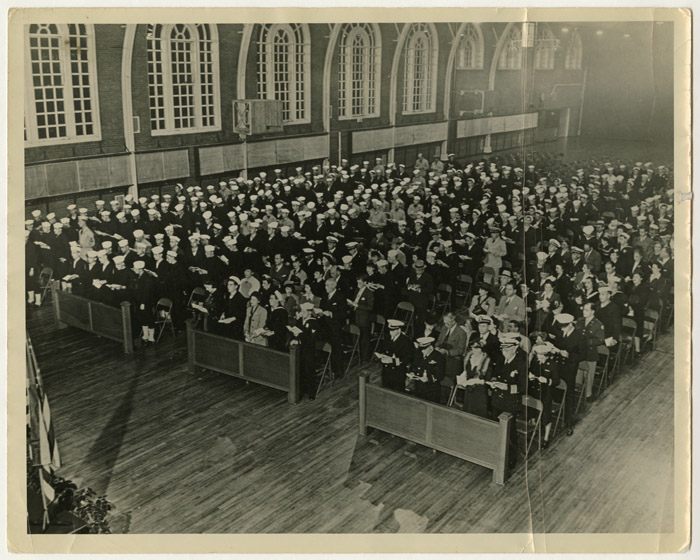
Soldats juifs américains, leurs familles et le rabbin aumônier Julius Mark à l'office de Kippour dans une salle d'exercices, aujourd'hui chapelle catholique, à Great Lakes (Illinois), 1942 ou 1943
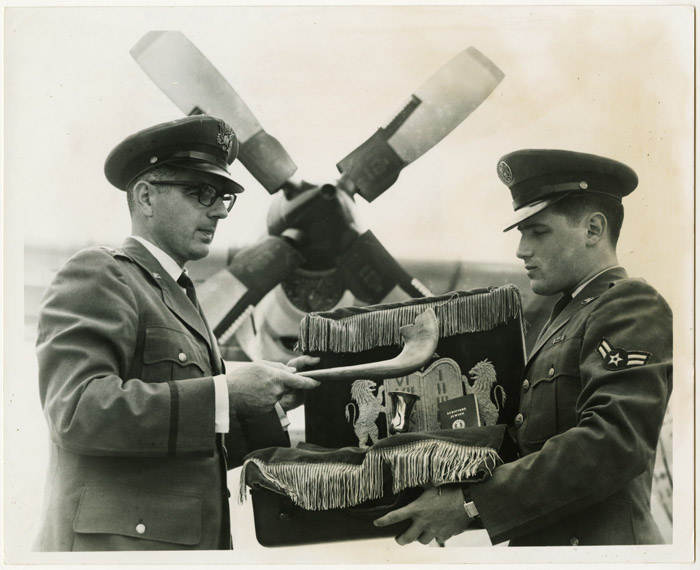
A gauche, Nathan Landman, rabbin aumônier de l'Armée de l'air pour la France, l'Espagne et la Libye, examine le shofar et d'autres équipements religieux du grand jour avant de décoller de la base aérienne d'Evreux-Fauville (France) pour Tripoli (Libye), lors de la première étape d'un circuit de 3 000 milles dans lequel il effectue huit services sur cinq bases avant de revenir à Evreux pour Yom Kippour. À droite, le spécialiste des services d'aumônerie juive, David Cohen d'Everett (Massachusetts), septembre 1964
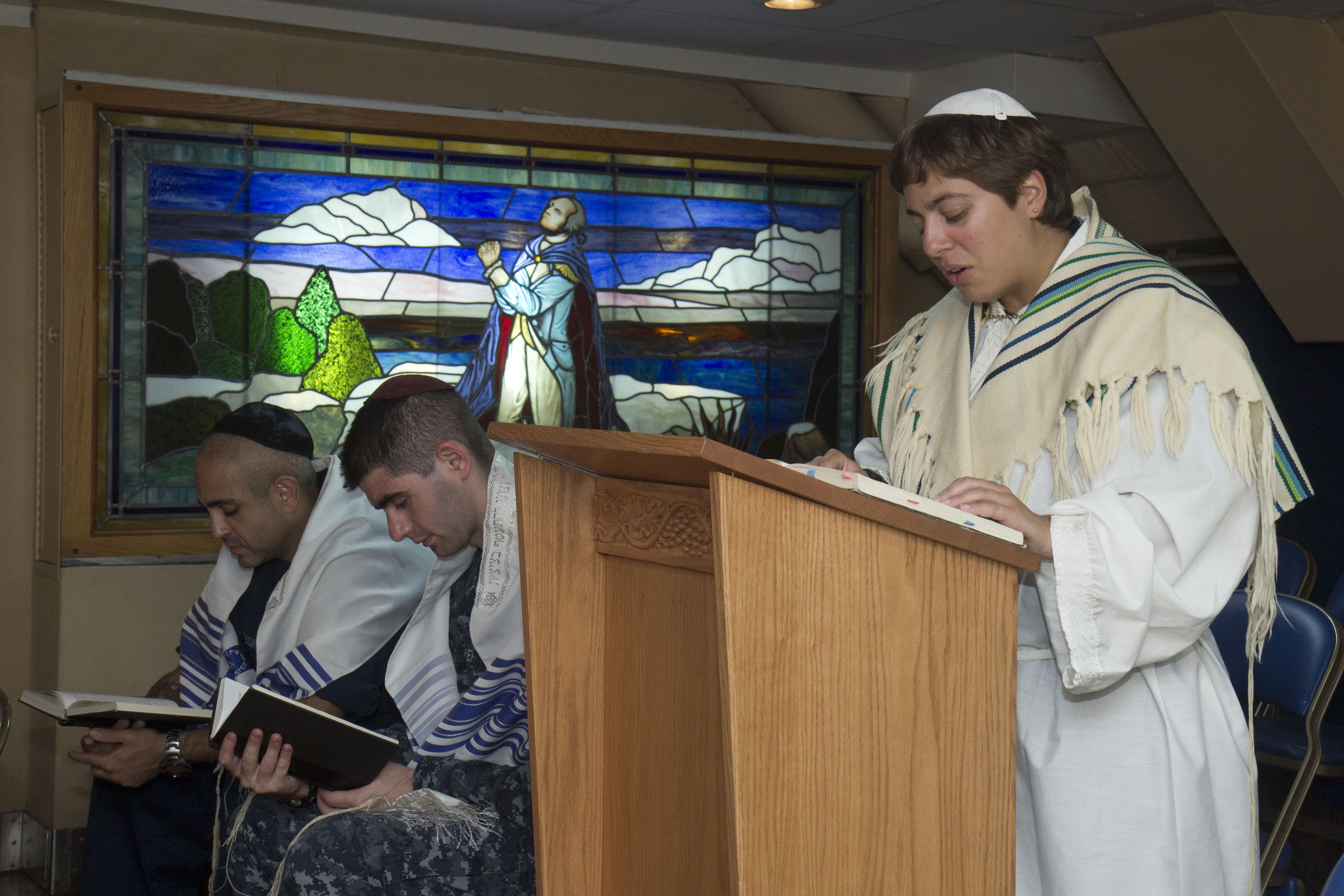
Dans l'Océan Pacifique, le lieutenant et aumônier juif Yonina Creditor de Richmond (Virginie) conduit les prières de Kippour pour les marins juifs américains à bord du porte-avions USS George Washington (qui défend l'intérêt maritime collectif des États-Unis et de ses alliés et partenaires dans la région Asie-Pacifique) dans la chapelle du navire, septembre 2012

## Expiation

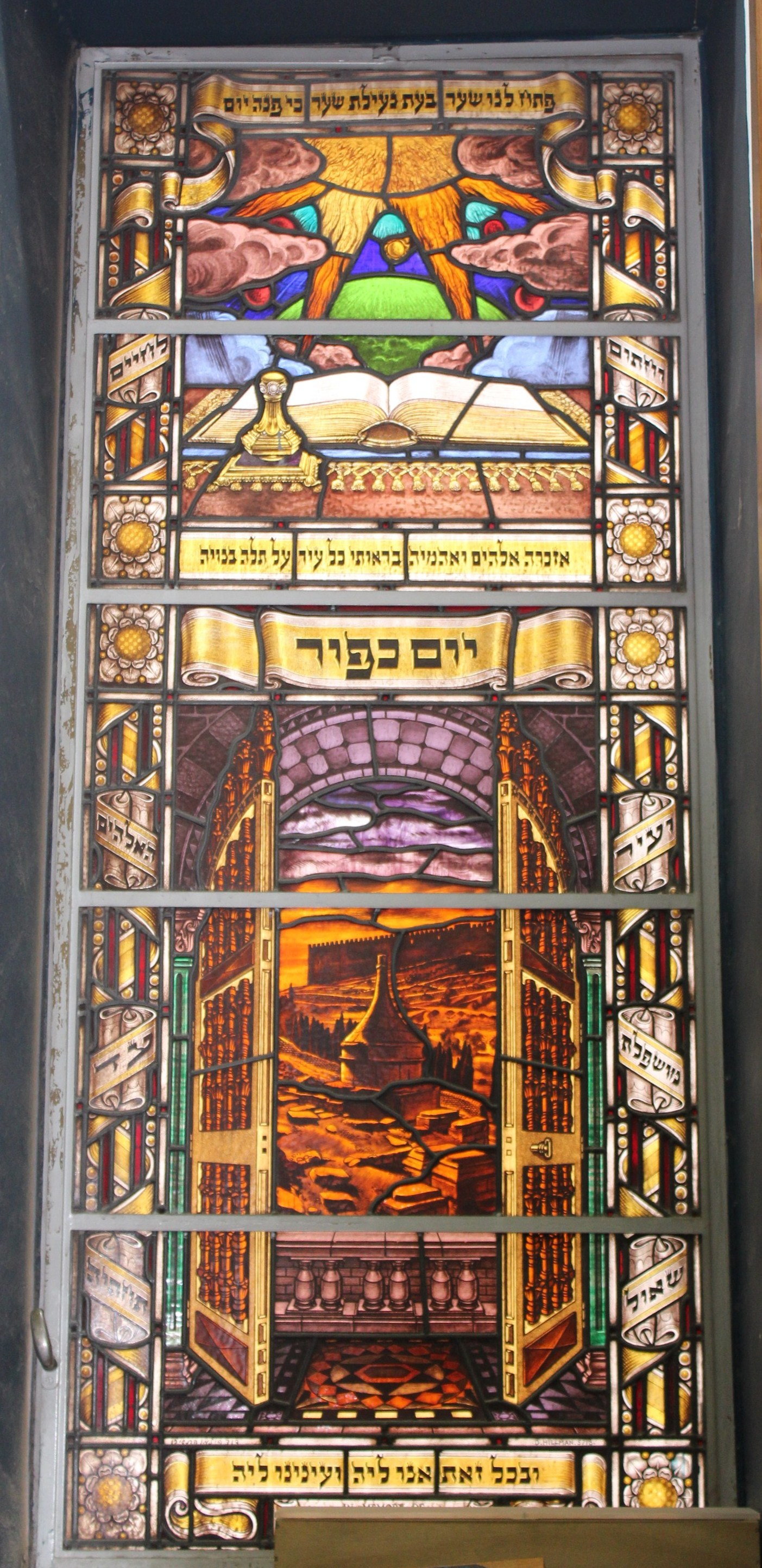
« Livre de la vie », synagogue Renanim, Heichal Shlomo, siège du Jewish Heritage Museum à Jérusalem (Israël)

### Pardon etviddouï(confession)

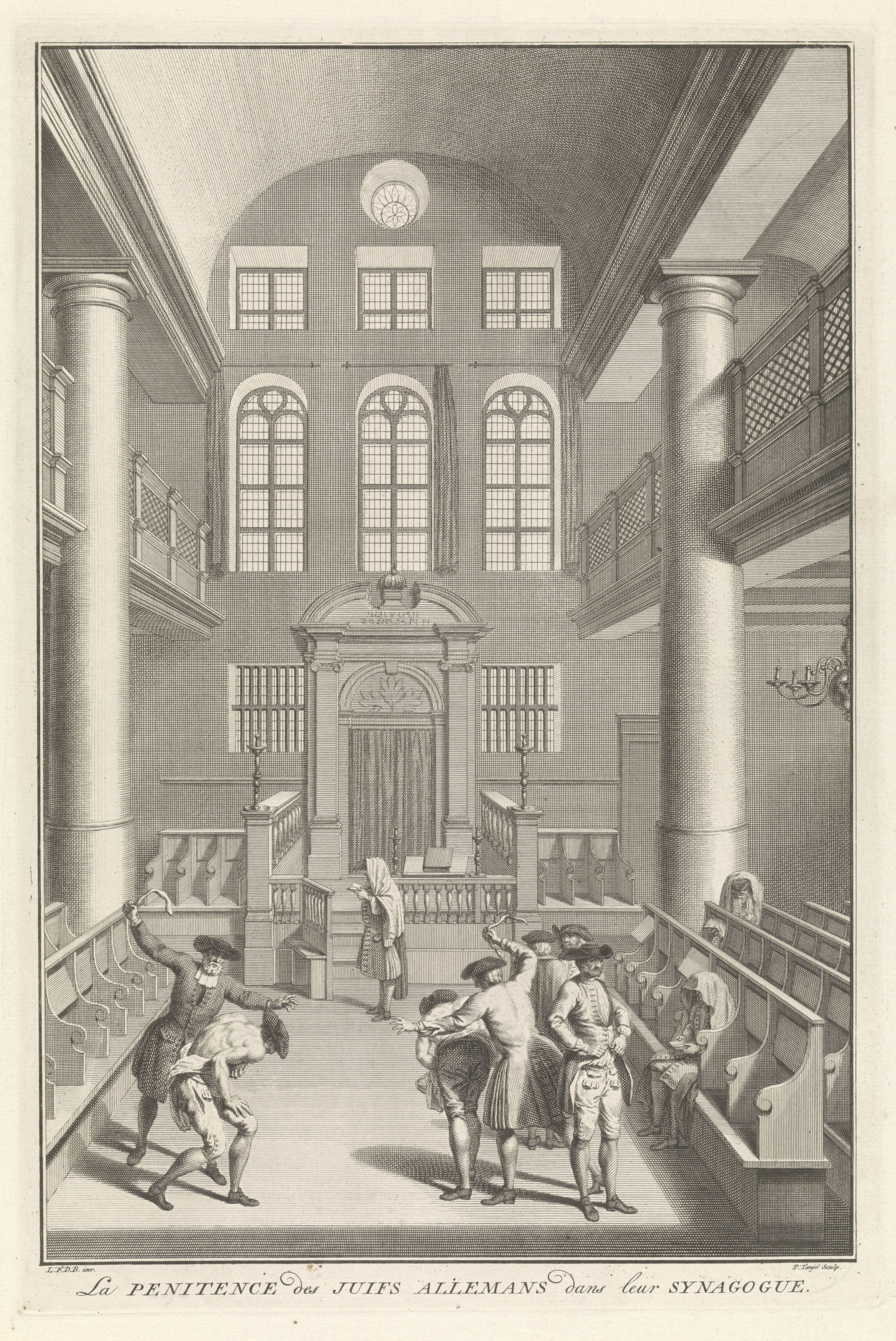
Juifs allemands faisant pénitence en se laissant fouetter dans la synagogue Hoogduitse à Amsterdam, la veille du Jour des Expiations ou de Yom Kippour (avant 1661)

D’après le Talmud (Rosh Hashana 16b), Dieu ouvre trois livres le 1er Tishri ; l’un est pour les totalement justes, le second pour les totalement méchants, le troisième pour les [cas] intermédiaires. Ceux-ci voient leur jugement en suspens jusqu’à Yom Kippour.
Selon Maïmonide (Yad, Hilkhot Teshouva 3:4), « tout dépend si les mérites de l’homme dépassent les démérites portés sur son compte », il est donc désirable de multiplier les bonnes actions avant le comput final au Jour de l’Expiation (que les Juifs de France appellent plus volontiers « Jour du Pardon »). Ceux qui sont jugés valables par Dieu entrent, selon la tradition, dans le Livre de la Vie, d’où la prière : « Fais-nous entrer dans le Livre de la Vie. » D’où également la salutation « Puisse cela terminer [pour vous par une] signature [pour une] bonne [année] » (« Gmar 'Hatima Tova »), à l’origine du « bonne année »[pas clair]. Les lettres de vœux écrites entre Rosh Hashana et Yom Kippour se concluent souvent par ce souhait.
La confession (viddouï) du pénitent est un prérequis « sine qua non » pour l’expiation qui se réalise sinon par des punitions et des afflictions. À Yom Kippour, chaque prière (qu’elle soit individuelle et silencieuse, ou collective et bruyante) inclut un viddouï.
Il s’agit d’une confession standardisée, courte ou longue (laquelle est omise lors de l’office de la Neʿila). Toutes deux se déroulent selon l’ordre alphabétique, probablement afin de faciliter la mémorisation.
À noter la confession pour le péché d’un « viddouï pè », une confession « de la bouche », qui ne va guère plus loin que celle-ci, et n’atteint en tout cas pas le cœur, en clair une confession peu sincère.

### Réconciliation avec autrui
« Yom HaKippourim absout des péchés envers Dieu, mais pas des péchés envers son prochain à moins que le pardon de l’offensé ne soit obtenu. »

— Mishna Yoma 8:9
Pour cette raison, il est de coutume de résoudre les conflits et disputes au plus tard la veille du jeûne. Le processus commence lors de la période de dix jours entre Rosh Hashana et Yom Kippour. Les âmes des disparus sont comprises dans la communauté de ceux auxquels on pardonne à Yom Kippour.
Les enfants des défunts, outre la cérémonie de Yizkor incluse dans la liturgie de Yom Kippour, auront coutume de faire une mention publique dans la synagogue de leurs parents disparus, et de faire des dons charitables en faveur de leur âme.

## Salutations
La salutation appropriée pour Yom Kippour est « G'mar Hatima Tova » (Puissiez-vous être scellé dans le Livre de Vie), ou la version plus courte « G'mar Tov ».

## Dates
Yom Kippour est observé le dixième jour du mois de Tichri et comme les autres fêtes, commence la veille. Selon le calendrier hébraïque, il a lieu aux dates suivantes :
| Année juive | Année civile | Début au coucher du soleil | Fin à la tombée de la nuit |
| ----------- | ------------ | -------------------------- | -------------------------- |
| 5782        | 2021         | 15 septembre               | 16 septembre               |
| 5783        | 2022         | 4 octobre                  | 5 octobre                  |
| 5784        | 2023         | 24 septembre               | 25 septembre               |
| 5785        | 2024         | 11 octobre                 | 12 octobre                 |
| 5786        | 2025         | 1er octobre                | 2 octobre                  |
| 5787        | 2026         | 20 septembre               | 21 septembre               |
| 5788        | 2027         | 10 octobre                 | 11 octobre                 |
| 5789        | 2028         | 29 septembre               | 30 septembre               |
| 5790        | 2029         | 18 septembre               | 19 septembre               |
| 5791        | 2030         | 6 octobre                  | 7 octobre                  |

## Rupture du jeûne
Après 25 heures sans s'alimenter ni s'hydrater, les nutritionnistes et les traditionalistes conseillent de boire et manger léger et sucré. Des boissons et des plats traditionnels permettent la rupture du jeûne de Yom Kippour, selon l'origine ethno-géographique des Juifs dans le monde, dont voici quelques exemples non-exhaustifs,,, :

### Algérie
Les Juifs d'Algérie confectionnent la mouna ou mona qu'ils consomment pour rompre le jeûne. Il s'agit d'une brioche en forme de dôme ou de couronne, parfumée aux agrumes ou à la fleur d’oranger avec du sucre perlé pour embellir sa croûte dorée, originaire d'Oran. Les Pieds-Noirs partagent évidemment cette recette.

### Allemagne
Les juifs d'Allemagne et également d'Alsace consomment des zimtsterne (de), des petits gâteaux en forme d'étoiles, glacés au sucre et aux saveurs de cannelle (de l'allemand Zimt « cannelle » et Sterne « étoiles »), d’amande, de clou de girofle et de zeste de citron. On retrouve les zimtsterne aussi lors des fêtes de Noël en Allemagne et autres contrées germaniques. « Les Juifs orthodoxes les appellent des erste sternen – ou « premières étoiles » – pour rappeler la nécessité d’apercevoir les premiers astres de la nuit avant la rupture du jeûne ».

### Bulgarie, Grèce, Turquie
La (es) pepitada ou pipitada est la boisson commune pour les Juifs séfarades de Bulgarie, de Grèce, de Turquie (et d'ailleurs) qui rompent le jeûne. Il s'agit d'une boisson d'aspect laiteux (rappel du « jeûne blanc »), sorte de horchata espagnole, voire une soupe, fabriquée à partir des graines grillées et éventuellement d'un peu de pulpe de plusieurs espèces de melon, souvent mélangés à de la vanille ou de l'eau de rose et généralement sucrée avec du miel,,,,,.

### Costa Rica
Pour rompre leur jeûne, les Juifs du Costa Rica voire du Nicaragua (tous deux en Amérique centrale) mangent du gallo pinto (plat de riz et haricots noirs, habituellement servi au petit-déjeuner dans ces pays) et des platanos maduros qui sont des bananes plantains frites, aux côtés d'un filet de saumon en saumure.

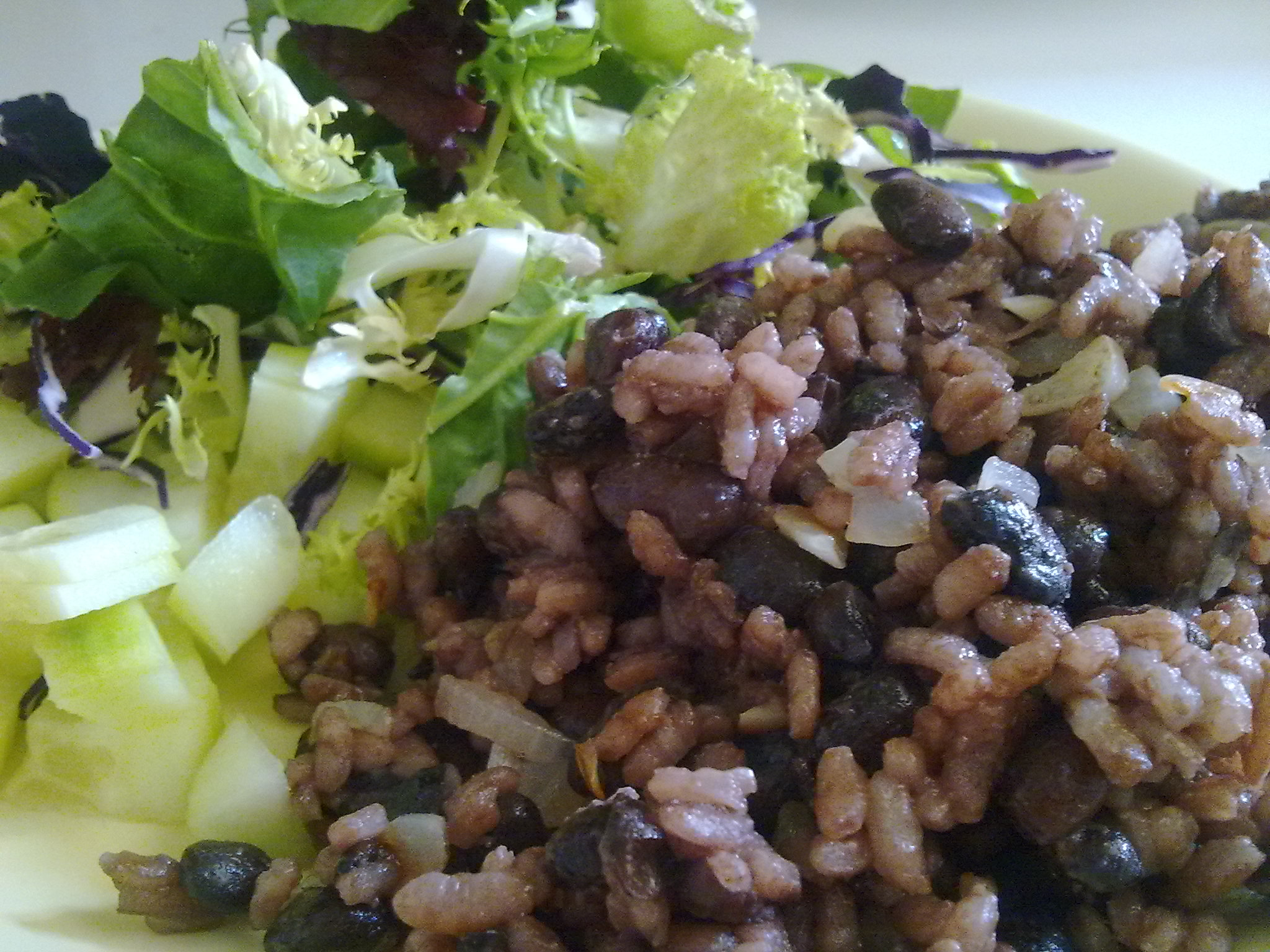
Gallo pinto (au premier plan)
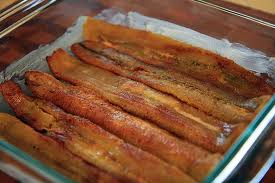
platanos maduros

### États-Unis
« Nora Rubel, qui enseigne à l'Université de Rochester, écrit qu'une copieuse rupture de jeûne semble être un artefact du dernier demi-siècle ; le Guide pour la femme juive au foyer (Guide for the Jewish Homemaker) de 1964, par exemple, propose qu'« à la maison, un repas léger soit mangé » ». « Le repas d'après-jeûne peut sembler plus important aujourd'hui car il unit les juifs pratiquants avec un nombre croissant d'autres qui ressentent un lien culturel, mais non religieux, avec leur tradition ». Auparavant, les Juifs américains se contentaient d'un verre de jus de fruit, d'une tasse de café ou de thé, et d'une tranche ou deux de hallah beurrée mais de nos jours, au retour de la synagogue, ils rompent leur jeûne avec un repas constitué de bagels, de (en) blintzes (sortes de grands blinis fourrés) tartinés de fromage à la crème, de saumon fumé (lox) et d’accompagnements assortis, diverses salades dont celle de corrégone,,.

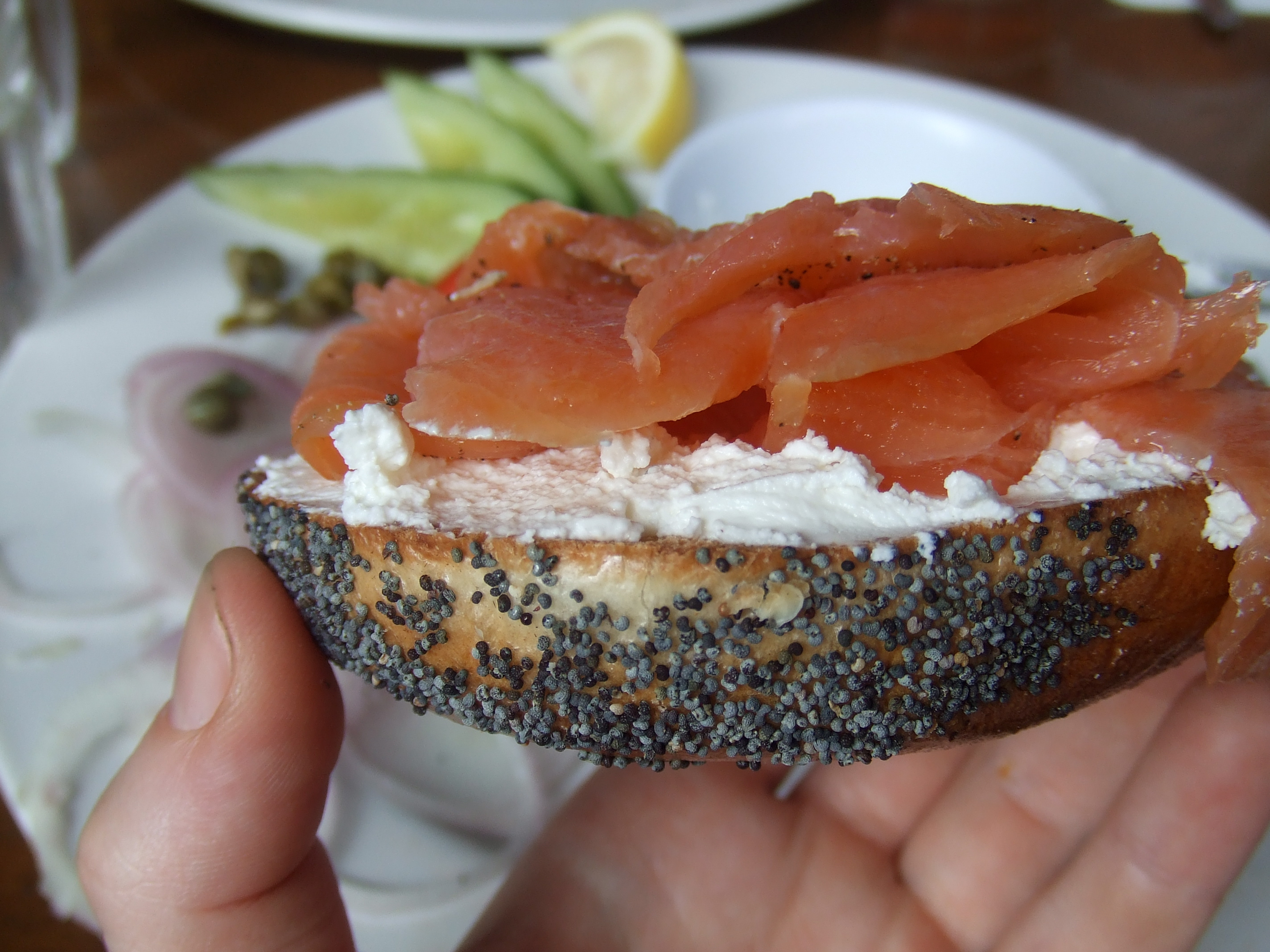
Bagel, crème au fromage et saumon

Sur la table des Ashkenazes, peuvent se trouver également un lukshen kugel qui est une sorte d'omelette de pâtes frite servie sucrée ou salée,, ainsi que des (en) rugelach d'origine polonaise (voir infra).

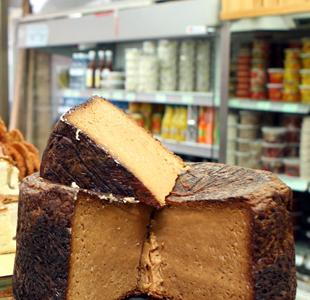
Kugel Yerushalmi

### Grèce
Les Juifs grecs préparent toute une gamme de plats lors de Yom Kippour et l'un d'entre eux est une variante de l’avgolemono (en grec : αυγολέμονο) appelée du nom espagnol de sopa de huevos y limon qui est un aliment de base lors de cette fête juive, consommé avant ou après le jeûne. C'est une soupe blanche (rappel du « jeûne blanc ») à l’œuf et au citron, d'origine séfarade, qui remonterait à l'expulsion des Juifs de la Péninsule Ibérique au XVe siècle. On l'appelle avgolémono tarbiya ou beida bi-lemoune (œuf au citron) en arabe et terbiye en turc ; dans la cuisine juive séfarade, on l’appelle aussi agristada ou salsa blanco et, dans la cuisine italienne, bagna brusca, brodettato ou brodo brusco. L’avgolémono est également largement utilisée dans la cuisine des Balkans.
Le gâteau sirupeux à la semoule mêlée d'amandes, de cannelle et de cardamome servi à table après le jeûne est le samali et la boisson peut être une pepitada (voir supra),,.

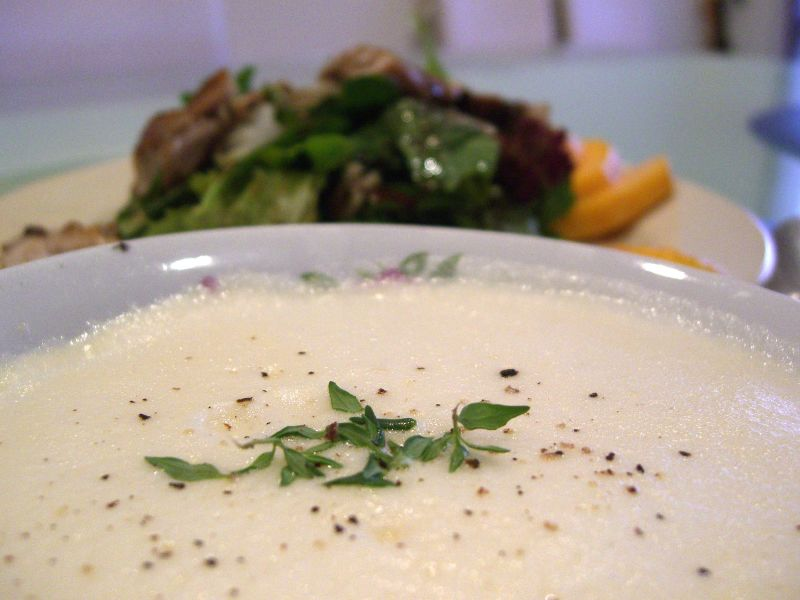
Assiettée d’avgolémono.

### Irak
L'historien de la cuisine juive, (en) Gil Marks écrit dans The World of Jewish Entertaining que pour rompre leur jeûne, les Juifs irakiens dégustent souvent des biscuits à la cardamome où la pâte a été humidifiée avec de l'eau de rose. Ils peuvent boire du hariri, un lait parfumé aussi à la cardamome Au moins à Bagdad, on savoure des kakas (biscuits au carvi en forme d'anneau ) et des babas (biscuits farcis aux dattes). Comme les Juifs syriens, ceux d'Irak consomment le kaak (pluriel ka'a'him) (biscuit rond, en forme d'anneau, et croquant au sésame, ressemblant à un petit bagel).
Après cette entrée sucrée, certains se lancent dans un repas de viande complet, comme un plat de poulet farci au riz parfumé avec un mélange d'épices (dont la cardamome), qui a cuit tout le long de Yom Kippour, habituellement servi le Shabath.

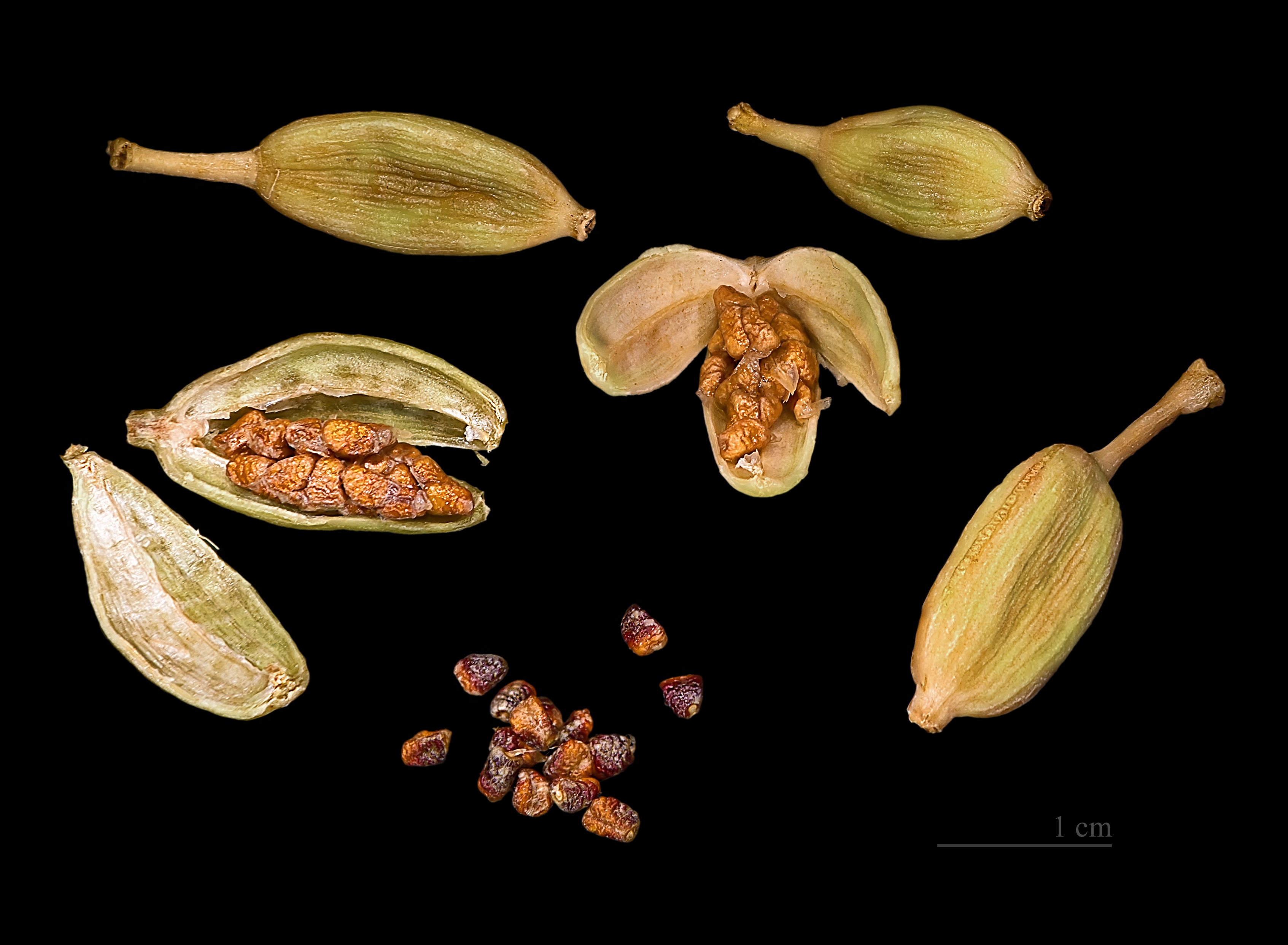
Gousses et graines de cardamome, une épice très présente dans la cuisine irakienne.

### Iran
Les Juifs iraniens sont friands d’une boisson à la fin de Yom Kippour, qui s’appelle faloodeh seeb où sont mélangées des pommes râpées et de l’eau de rose additionnée de miel,. « C’est une boisson rafraîchissante, qui étanche la soif et qui calme la faim. Cette recette peut s’accompagner d’alcool pour transformer la boisson en cocktail festif ».
Ils dégustent également une salade de yogourt nature mélangée à des concombres râpés, assaisonnée de menthe, de sel et de poivre et servie avec du pain plat ou pita, que peut suivre une omelette aux oignons et herbes fraîches appelée kookooh sabzi et servie avec du yogourt,.

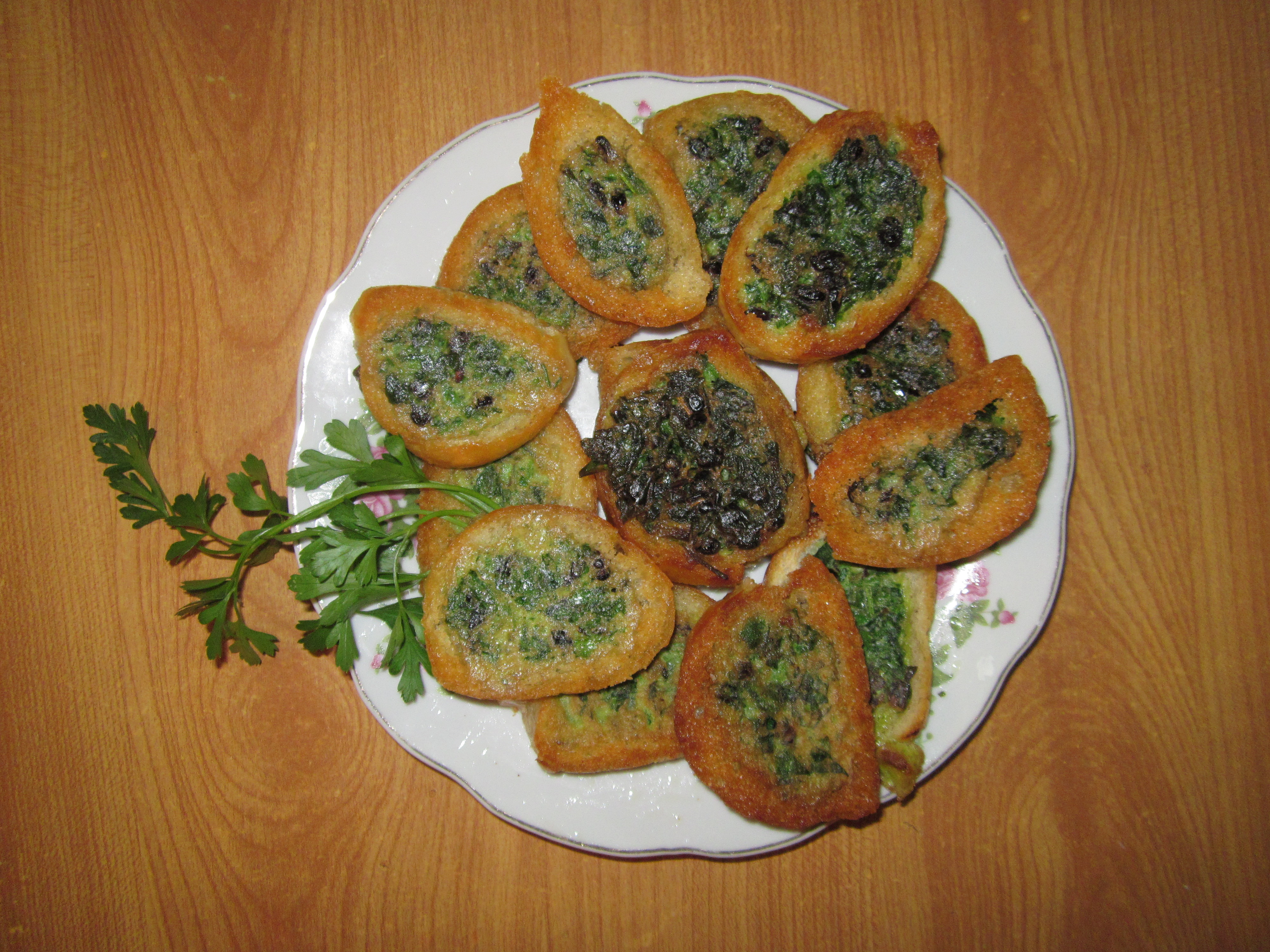
Tartelettes de kookoo-sabzi

### Italie
Pour la rupture du jeûne, les Juifs italiens préparent plusieurs mets dont le pesce al ‘Ebraica (poisson à la juive) qui est un plat de poisson à chair blanche, comme le corégone (famille du saumon) ou le flétan, cuisiné avec du miel, des raisins et des pignons de pin. Ce plat est également présent sur les tables de fêtes.

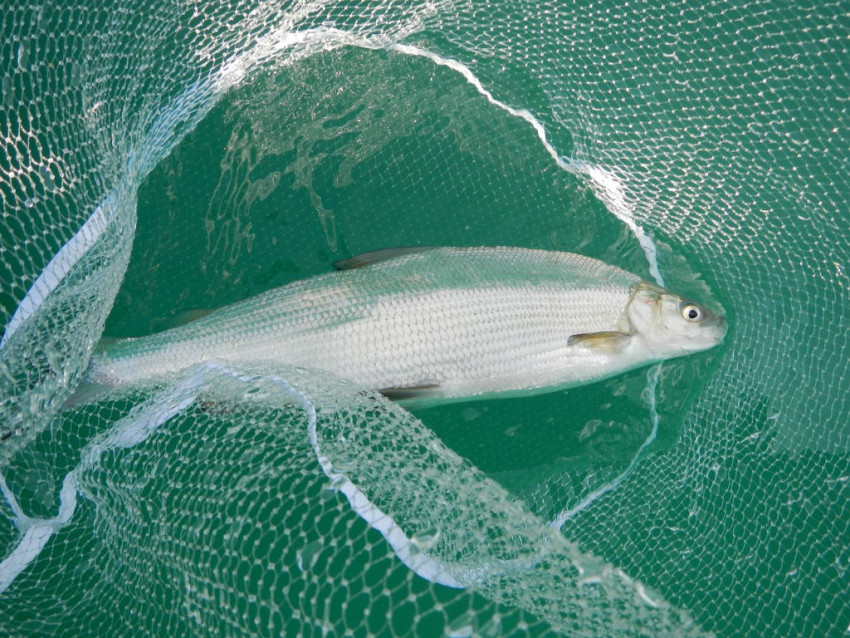
Un corégone

Il peut être précédé ou suivi d'une bruscandole ou bruscandoli qui est une brioche (ou de la 'hallah sucrée), ou de gâteaux au miel servis avec une tasse de thé au citron ou au miel, ou arrosés de vin rouge parfumé aux épices (cannelle, sucre) dont la recette viendrait du Piémont, ou du vermouth sucré,.
À Ferrare, il est d'usage que la communauté juive interrompe le jeûne de Kippour avec un plat de citrouille, appelée barucca de baruch (béni), réduite en purée, ou avec du dictinobis, sorte de beignet ou de donut au cédrat ou au citron, dégusté aussi à Rome.

Un autre gâteau appelé bocca di dama est une génoise toscane à la poudre d'amande, très aérienne et parfumée à la fleur d'oranger, au citron ou à la vanille, que l'on retrouve également sur les tables d'autres Juifs séfarades tels ceux de Tunisie et du Maroc (notamment de Tanger). Un autre gâteau à base de jaunes d'œufs, originaire de la Péninsule Ibérique, appelé tocino de cielo, est consommé à la rupture de jeûne.

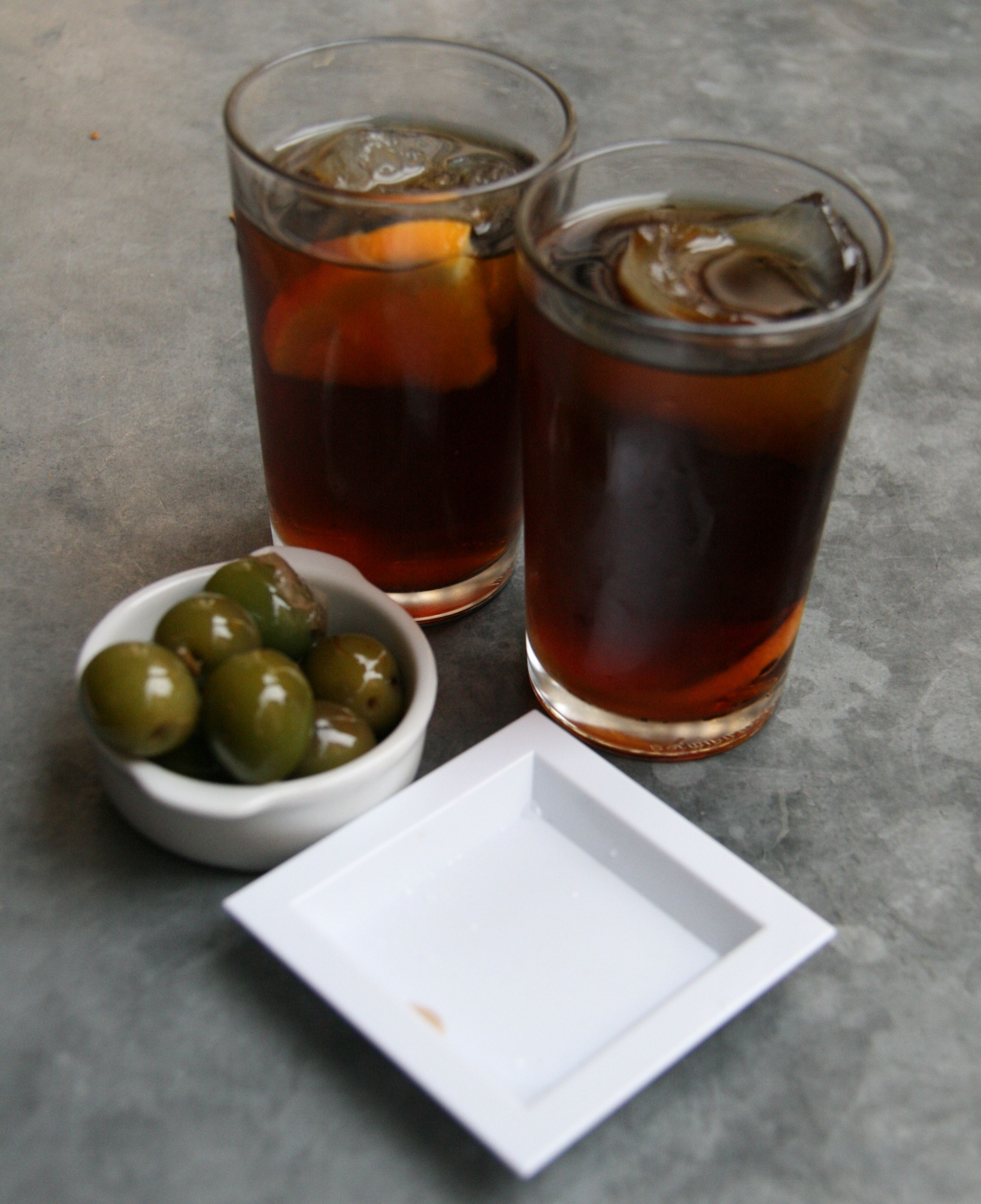
Verres de Vermouth et olives

### Maroc
La harira est une soupe marocaine copieuse qui comprend habituellement des pois chiches, des lentilles, du riz ou des nouilles, de l’œuf, des tomates et une variété d’autres légumes – et aussi parfois de la viande, parsemée de coriandre. Les Juifs séfarades du Maroc la préparent pour Yom Kippour, accompagnée de thé à la menthe sucré, de café ou de liqueur, quand les musulmans préparent la harira pour le Ramadan.

D'autres se tournent vers des plats traditionnels de Shabbat à la cuisson longue comme la dafina aux saveurs parfumées. 

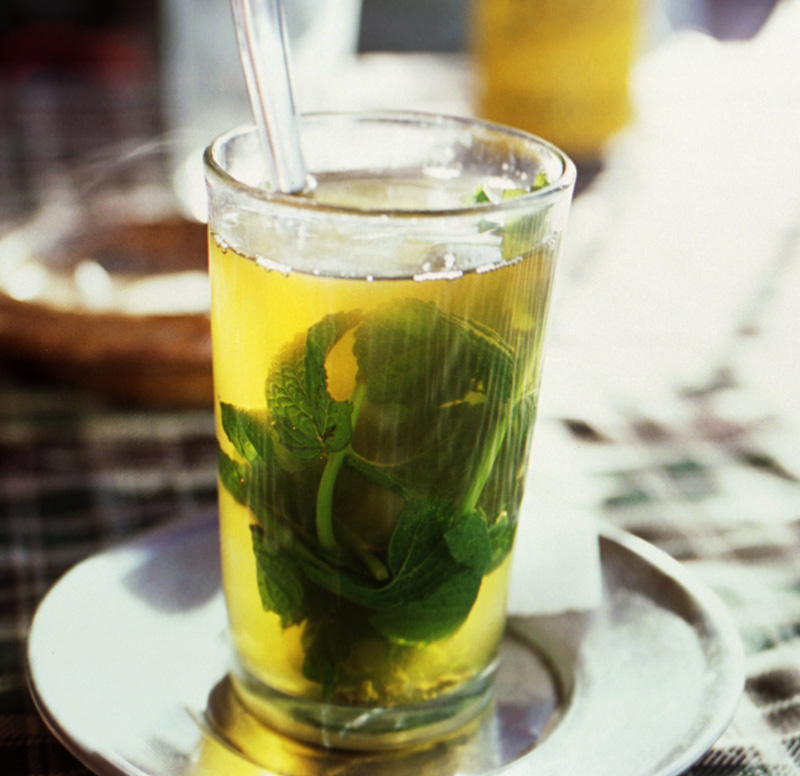
Thé à la menthe
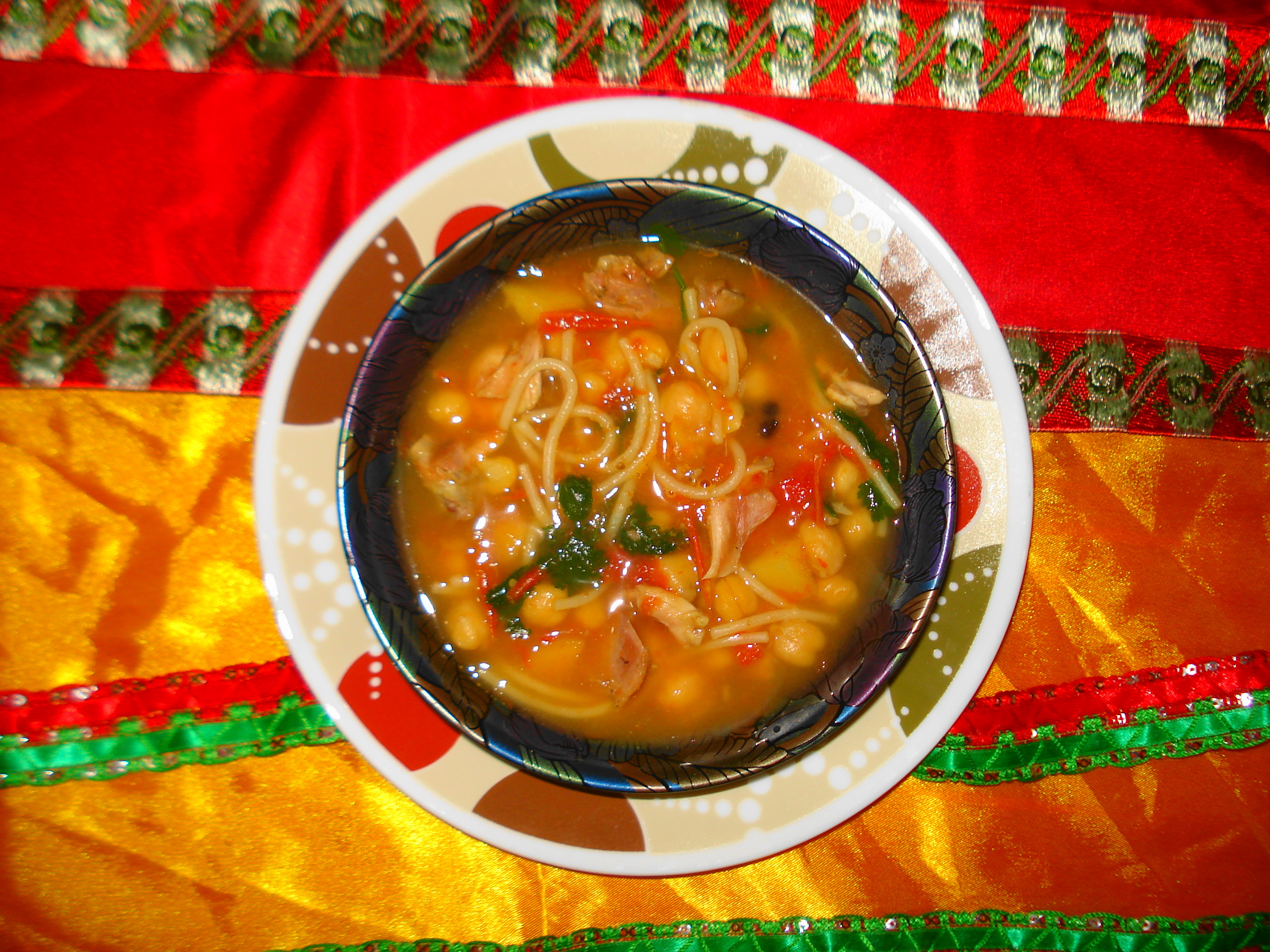
Harira

### Mexique
Selon la rabbine Deborah Prinz, les crypto-Juifs qui vivaient au Mexique et en Amérique centrale au XVIIe siècle, placés sous la surveillance des inquisiteurs espagnols, buvaient du chocolat « à la fin du jeûne de Yom Kippour – en miroir avec ce que faisaient chaque jour les Mexicains, mais attendant que l’obscurité tombe pour le faire – et ce, pour ne pas éveiller les soupçons sur leur judaïsme secret ».

### Pologne
À la table de rupture de jeûne (ou à celle d'autres fêtes), les Juifs polonais ou du monde ashkenaze peuvent servir du hareng. Pour la partie sucrée, sont présentés des (en) rugelach (yiddish : ראָגאַלעך, rōgaleḵ ) en forme de croissants fourrés à la crème ou au chocolat et/ou aux noisettes, à la cannelle, aux fruits,... Certains d'entre eux savourent une tranche de babka sucrée ou kranz, accompagnée d'un verre de thé au citron. Ces gâteaux se retrouvent habituellement sur les étals israéliens.

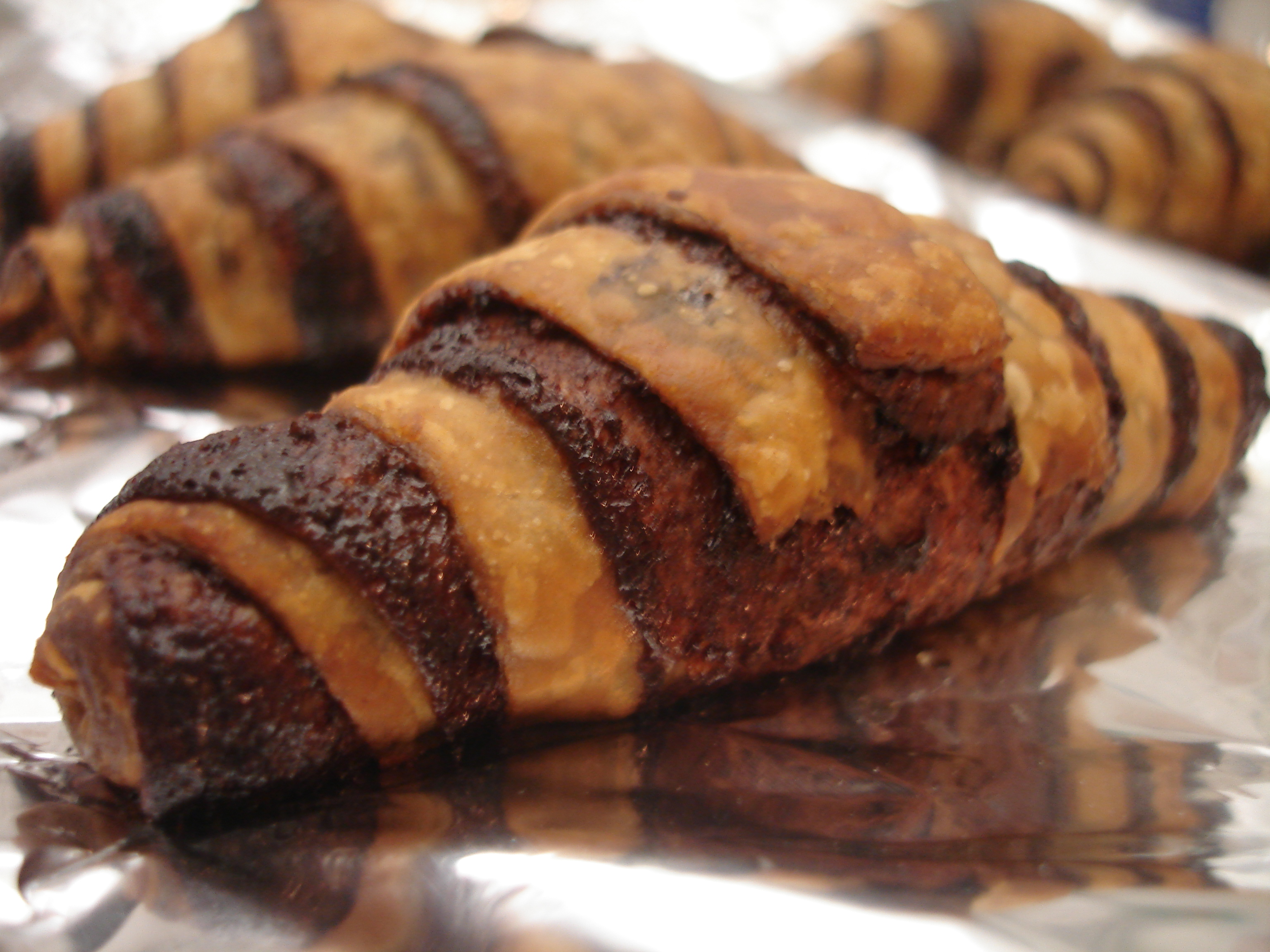
Rugelach au chocolat
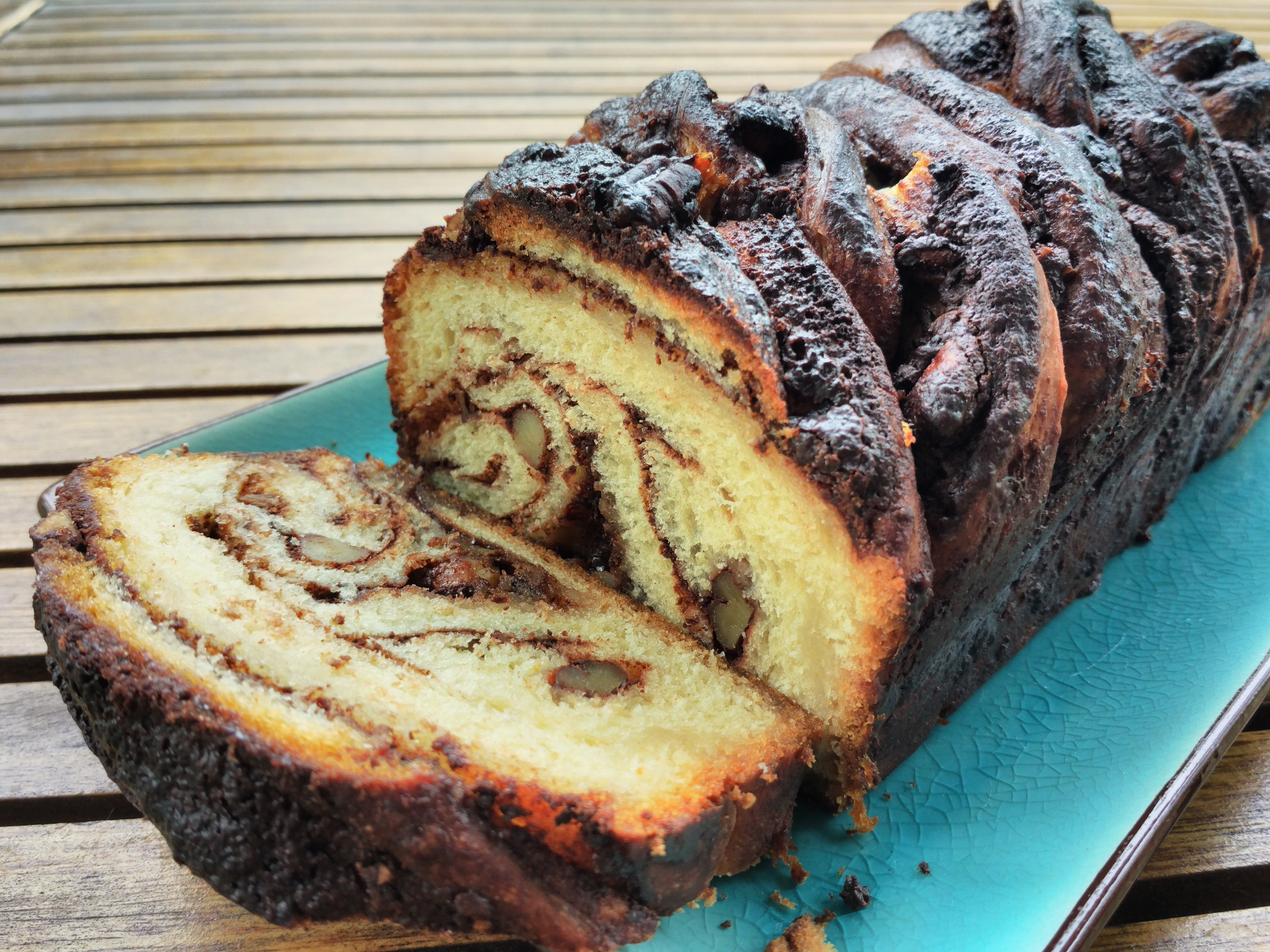
Kranz marbré

### Syrie
Les Juifs originaires de Syrie dégustent le kaak (pluriel ka'a'him) (biscuit rond, en forme d'anneau croquant au sésame), le sambusak ou sambusek (petit gâteau en demi-lune ou triangulaire garni de fromage ou d'épinards ou de viande ou de houmous),, - que l'on retrouve fréquemment sur les étals israéliens -, et le jiben (casserole de légumes et de fromage), au repas traditionnel suivant Yom Kippour. Des fruits à noyau comme les abricots secs et les prunes peuvent être mélangés avec du riz et du bœuf haché pour farcir l'intérieur de courgettes ;« les cerises aigres associées au tamarin font une sauce aigre-douce pour les boulettes de viande ».

Ils peuvent boire de l'eau d'abricot, rafraîchissante pour se réhydrater.

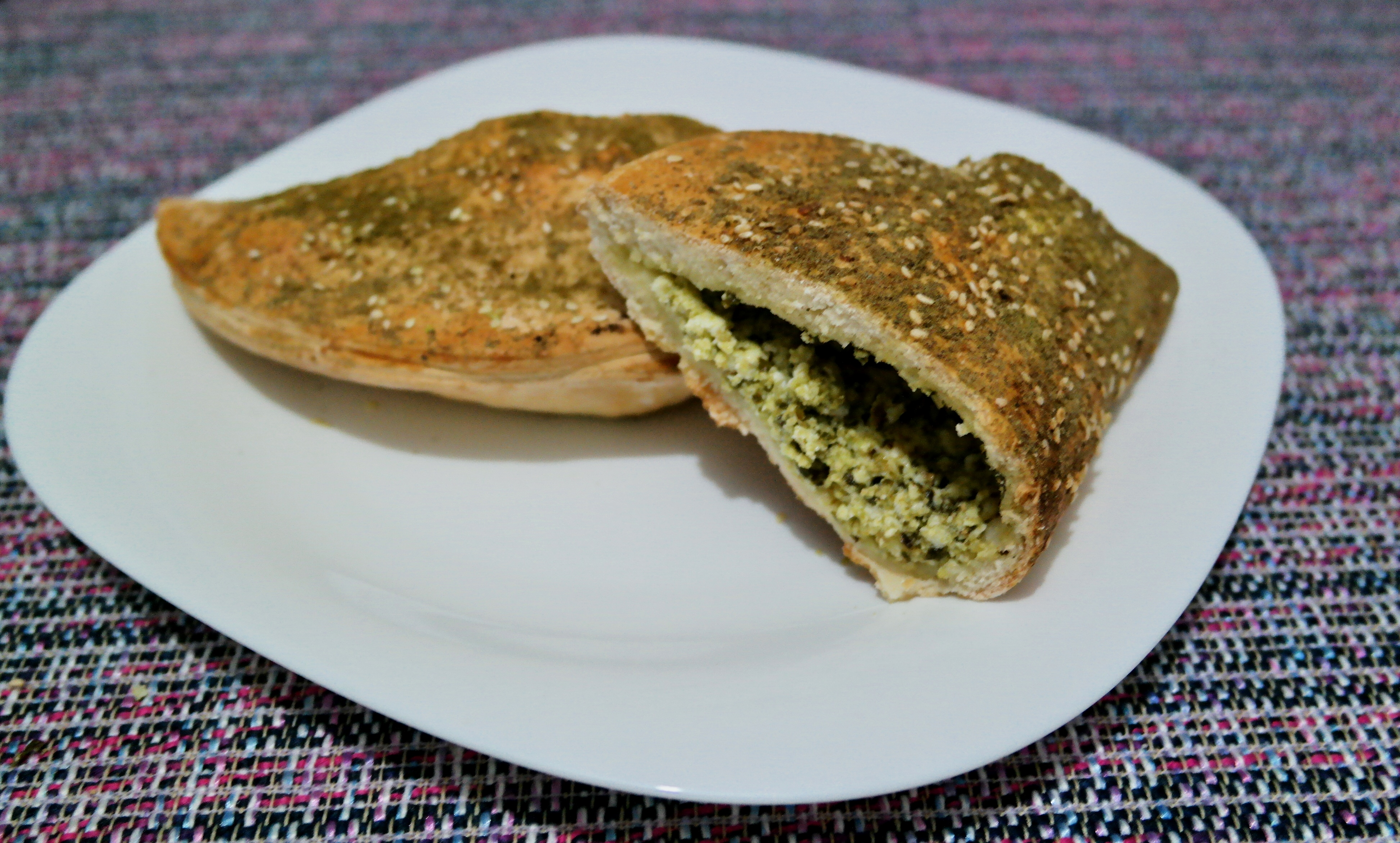
Grand sambusak au fromage bulgare et pesto, et saupoudré de zaatar

### Tunisie
Les Juifs de Tunisie « cassent » leur jeûne avec une citronnade sucrée accompagnée de gâteaux comme un boulou nature ou au drôô (sorgho), du bascoutou (génoise aérienne et parfumée à l'eau de fleur d'oranger), une bocca di dama (sorte de bascoutou à la poudre d'amande) originaire de Livourne, des croquants aux amandes, des cakes, et de confiture de coing au clou de girofle. 
Ils font suivre ce moment par un bouillon de poulet ou de viande.

### Turquie
Comme ceux de Bulgarie ou de Grèce, les Juifs de Turquie sirotent après Kippour une boisson sucrée à base de graines de melon aromatisée à l'eau de rose, de vanille ou de citron (voire supra : la (es) pepitada),,,,,,.

### Yémen
Si le jachnoon et le melawach sont des pains cuits lentement pour devenir les mets traditionnels des familles juives yéménites lors des fêtes et des repas de Shabbat, une variété « populaire de cette recette lors de Yom Kippour est la kubana ou (en) kubaneh, un pain riche au beurre qui peut être préparé en parts individuelles ».

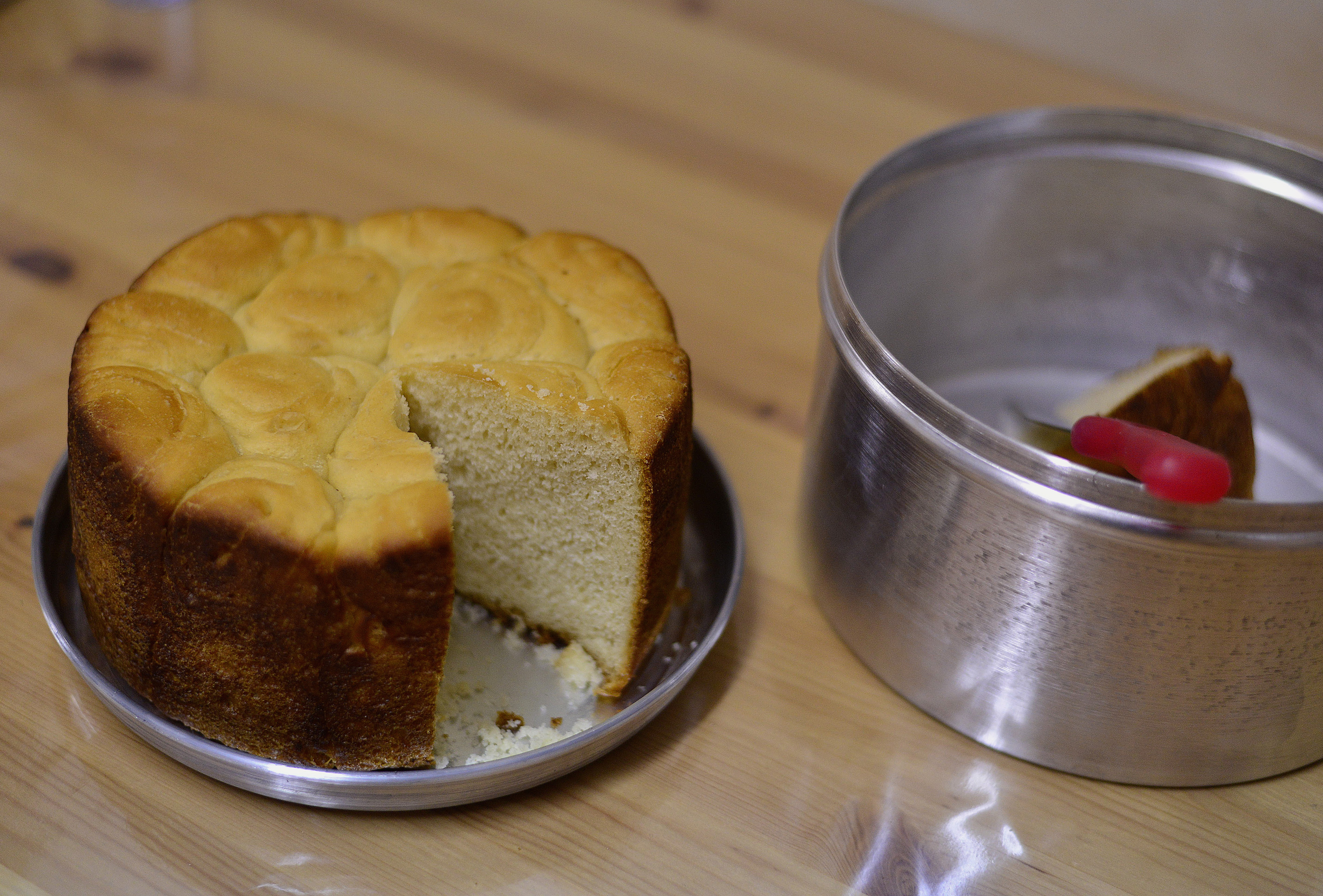
Kubaneh